# Arquitectura medieval
Arquitectura medieval és una expressió historiogràfica que engloba la producció arquitectònica de l'art medieval. En l'arquitectura de l'edat mitjana es desenvolupen principalment tres estils: el romana d'Orient (al fet que influeix durant tot el període), el romànic (entre els segles xi i xii), i l'estil gòtic (entre el segle xii i el segle xv).
Els principals fets que van influir sobre la producció arquitectònica medieval van ser l'enrariment de la vida a les ciutats (amb la conseqüent ruralització i feudalització d'Europa) i l'hegemonia en tots els ordres de l'Església catòlica. A mesura que el poder secular se sotmetia a poder papal, passava a ser l'Església la que aportava el capital necessari per al desenvolupament de les grans obres arquitectòniques. La tecnologia del període es va desenvolupar principalment en la construcció de les catedrals, estant el coneixement arquitectònic sota el control dels gremis.

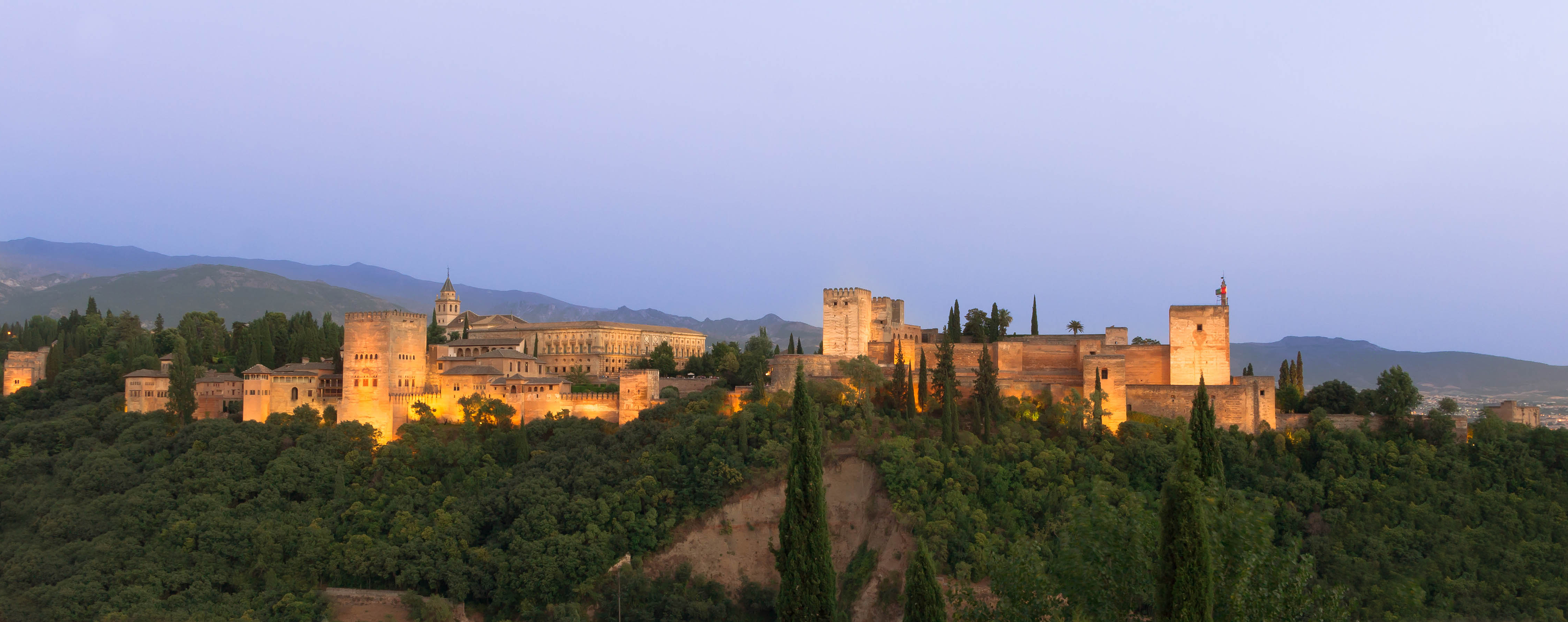
Alhambra de Granada
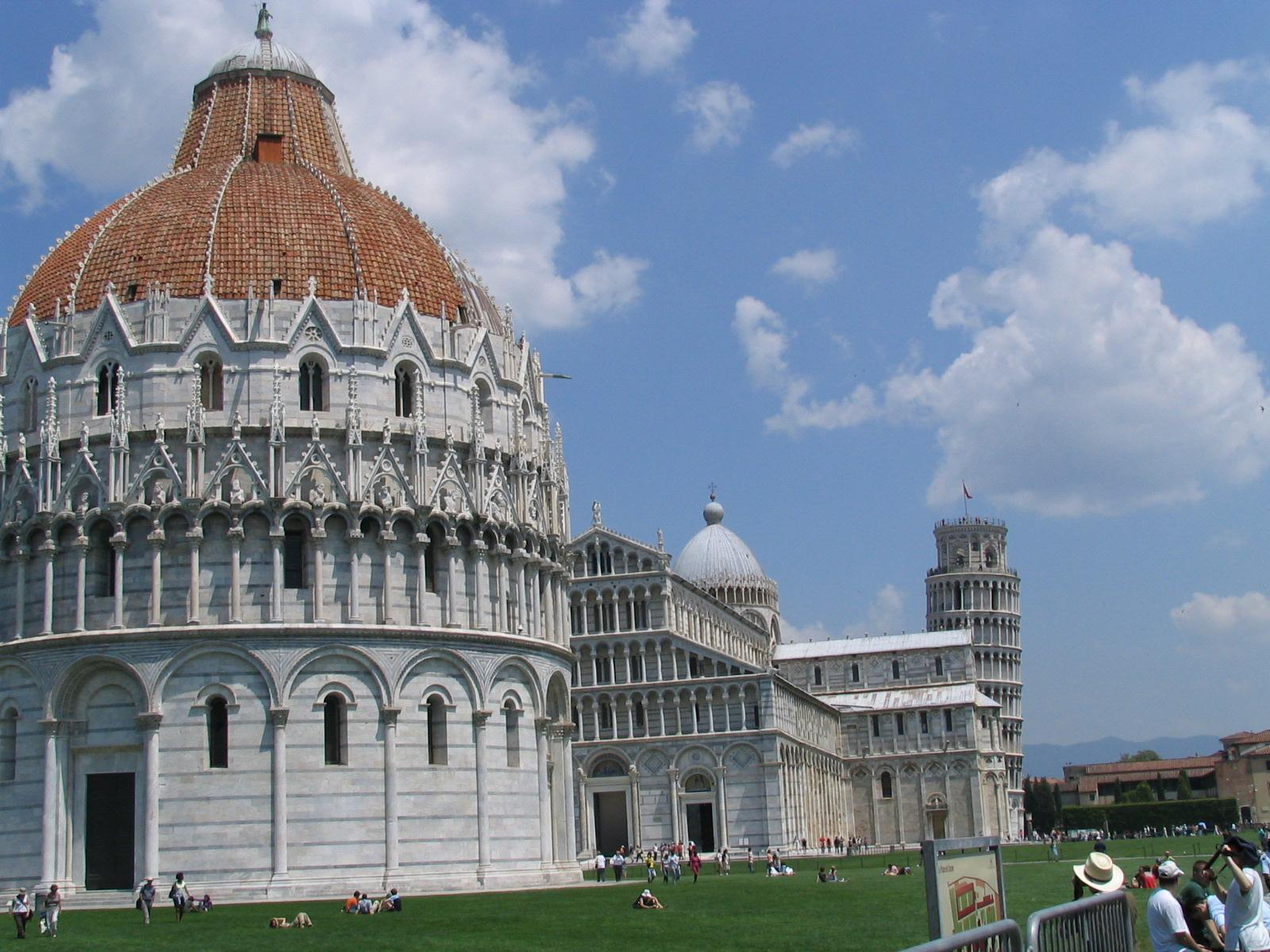
Baptisteri, església i campanile (torre campanari) en la Catedral de Pisa. La tradició de l'arquitectura italiana és mantenir separats els tres edificis

Durant pràcticament tot el període medieval, la figura de l'arquitecte (com a creador solitari de l'espai arquitectònic i de la construcció) no existeix. La construcció de les catedrals, principal esforç constructiu de l'època, és acompanyada per tota la població i s'insereix en la vida de la comunitat al seu voltant. El coneixement constructiu és guardat pels gremis, que reunien desenes de mestres i obrers (els arquitectes de fet) que conduïen l'execució de les obres però també les elaboraven. És l'origen de les associacions que acabaran coneixent-se com francmaçoneria (del francès maçon = paleta).
La Cristiandat va definir una nova visió de món, que no només sotmetia els desitjos humans als designis divins, sinó que esperava que l'individu busqués el diví. En un primer moment, i a causa de les limitacions tècniques, la concepció de l'espai arquitectònic dels temples es torna cap a dins, segons un eix que incita al recolliment. Més tard, amb el desenvolupament de l'arquitectura gòtica, es busca aconseguir els cels a través de la inducció de la perspectiva cap a l'alt.

## Funcions

### Arquitectura religiosa

#### Arquitectura religiosa cristiana
La planta basilical, derivada de la basílica romana, no es va incorporar a l'arquitectura paleocristiana amb la cristianització de l'Imperi Romà a partir del segle iv. En l'arquitectura romana d'Orient es va desenvolupar la planta central (com la planta de creu grega), que s'utilitza també en l'art carolingi. La planta de creu llatina va ser comuna en l'arquitectura religiosa de la cristiandat llatina en l'edat mitjana a partir del romànic, al divulgar el model d'església de peregrinació en el camí de Sant Jaume. La capçalera de les esglésies es destacava amb un absis, de vegades multiplicat (absidioles). De les inicials cobertes planes es va passar a les voltes, reservant el major desafiament tècnic, la cúpula, per a espais destacats. La cúpula de Santa Sofia de Constantinoble es va plantejar explícitament com una superació del paganisme representat per la cúpula del Panteó de Roma. Les façanes, inicialment molt poc significatives, es van anar desenvolupant cada vegada més, acollint decoració escultòrica i envoltant-se per torres, que també es disposaven en altres punts, especialment en el creuer, on en cas de no cobrir-se amb una cúpula, s'aixecava un cimbori.

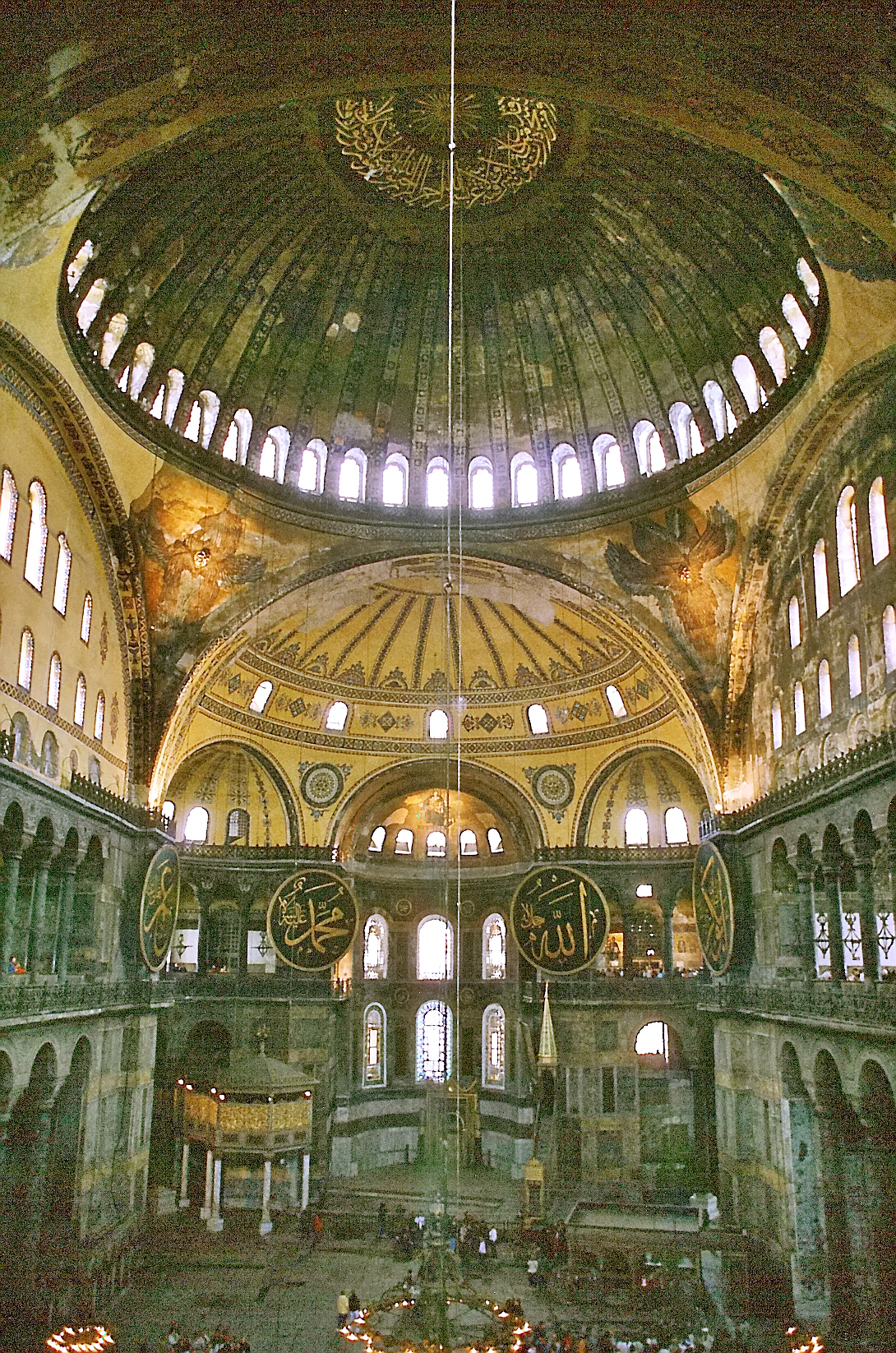
Santa Sofia
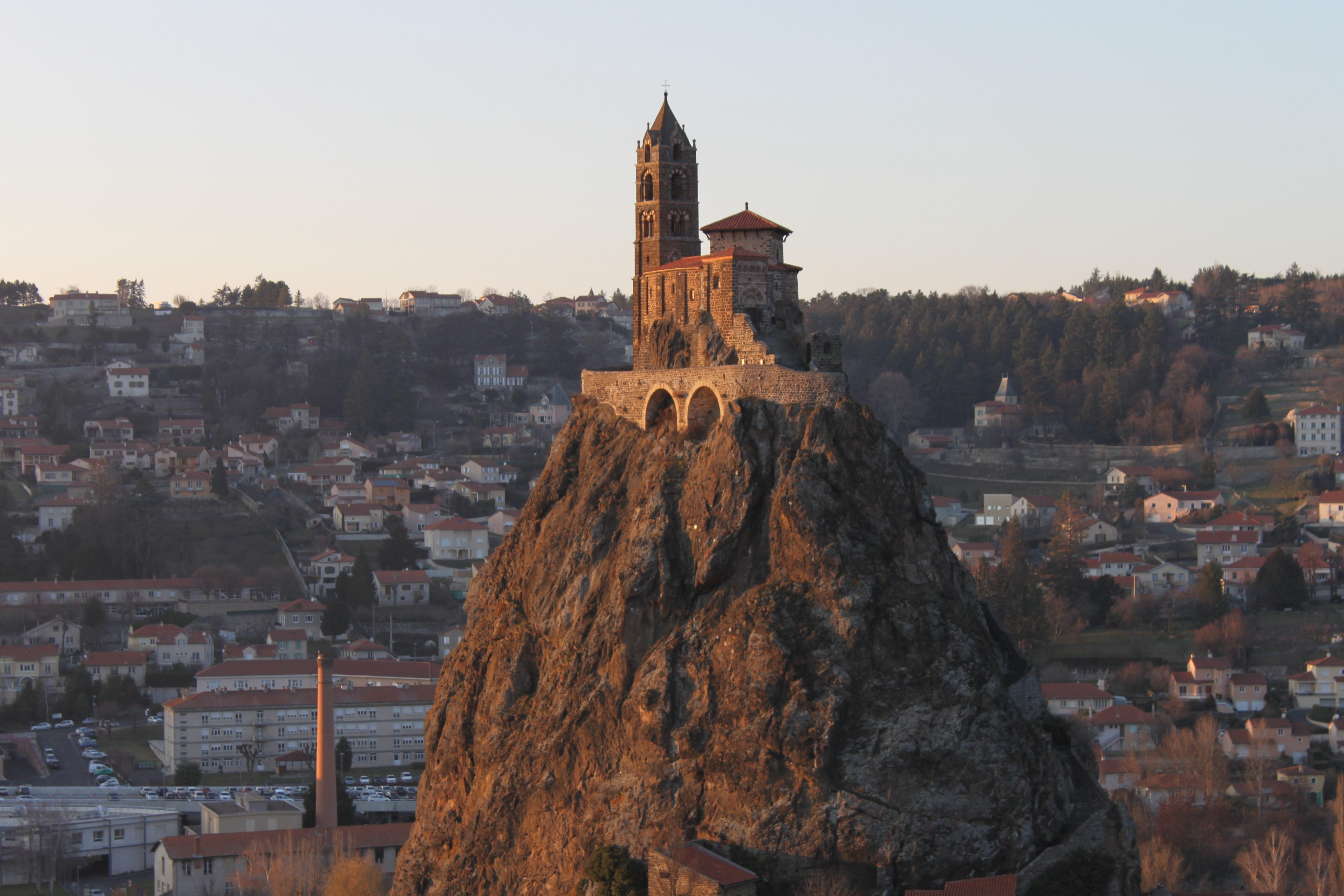
Saint-Michel d'Aiguilhe
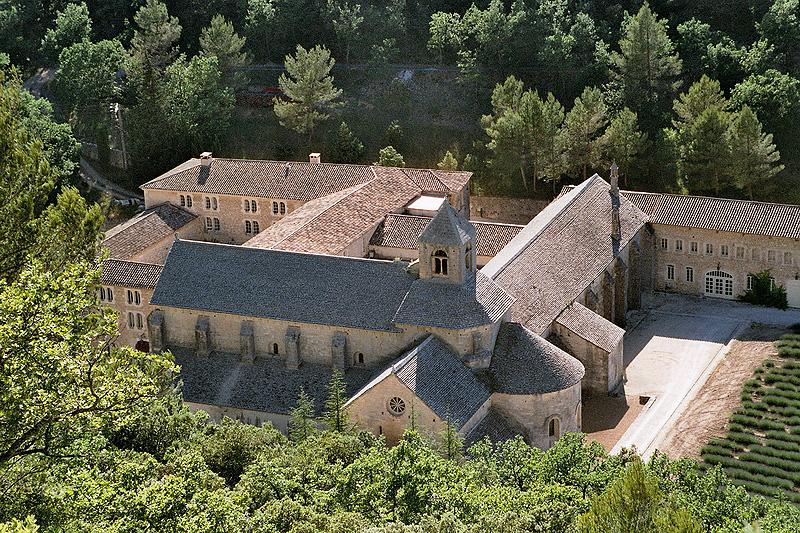
Abadia de Senhanca
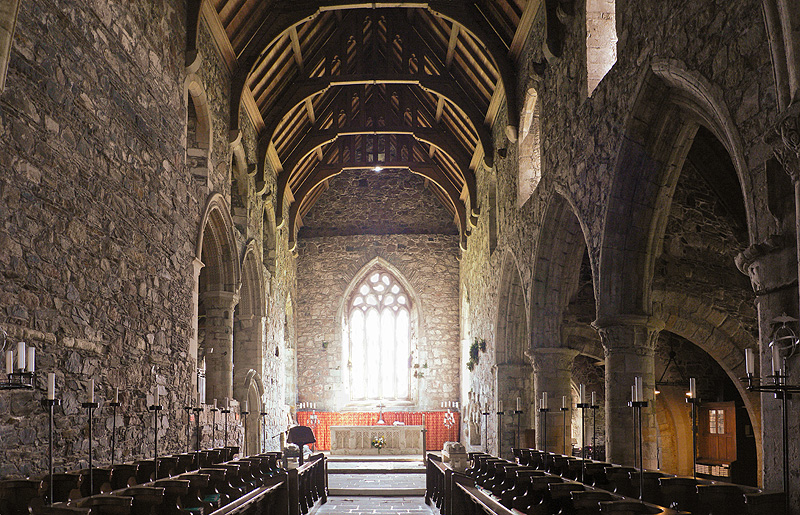
Església de l'abadia d'Iona

Mentre que a Europa Oriental al monestir desenvolupava els seus propis models (monestirs del Mont Atos), a Occident les reformes de Cluny (Monestir de Cluny) i cistercenques (arquitectura cistercenca, en la transició del romànic al gòtic) van anar incorporant elements arquitectònics definitoris, com el claustre, el refetor, la sala capitular, el scriptorium, etc.
A més dels diferents elements arquitectònics, van anar evolucionant les concepcions dels espais interiors i les solucions tècniques per a cobrir espais cada vegada més amplis, alts i il·luminats.

#### Arquitectura religiosa musulmana
La mesquita és l'edifici religiós islàmic, i la seva estructura es deriva de la casa de Mahoma a Medina (amb una sala d'oracions amb un mur anomenat alquibla que s'orienta a La Meca i un mihrab especialment decorat, un sahn i un minaret). A més de la mesquita de la Meca, el pati de la qual allotja la Kaba, a cada ciutat es va construir una mesquita més gran i tantes mesquites de barri com van ser necessàries. La reutilització d'edificis religiosos de les zones conquerides va determinar en cada lloc l'adopció de formes i elements arquitectònics de l'arquitectura persa, índia, romana d'Orient o visigoda.

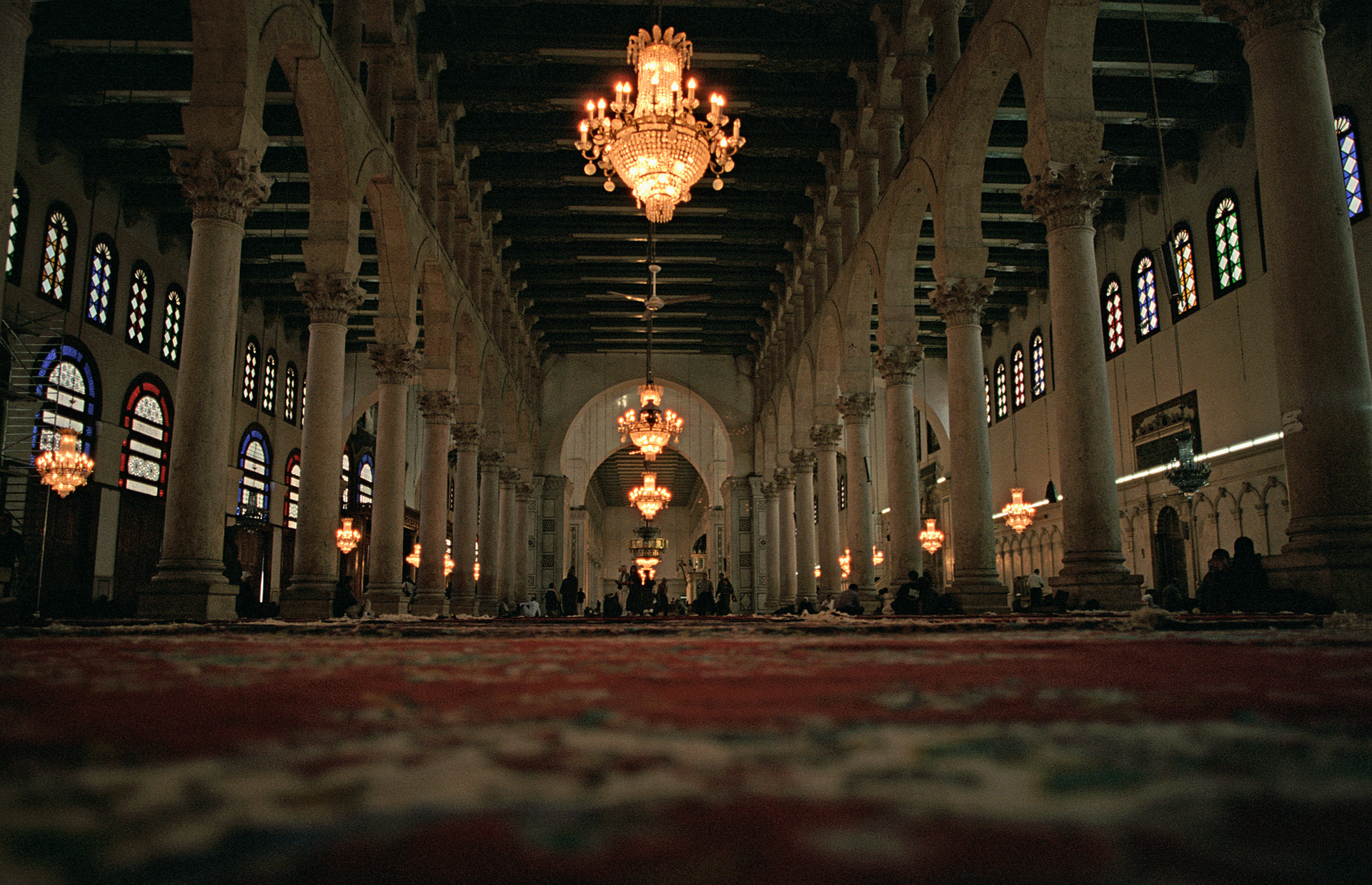
Mesquita dels Omeies de Damasc, Síria
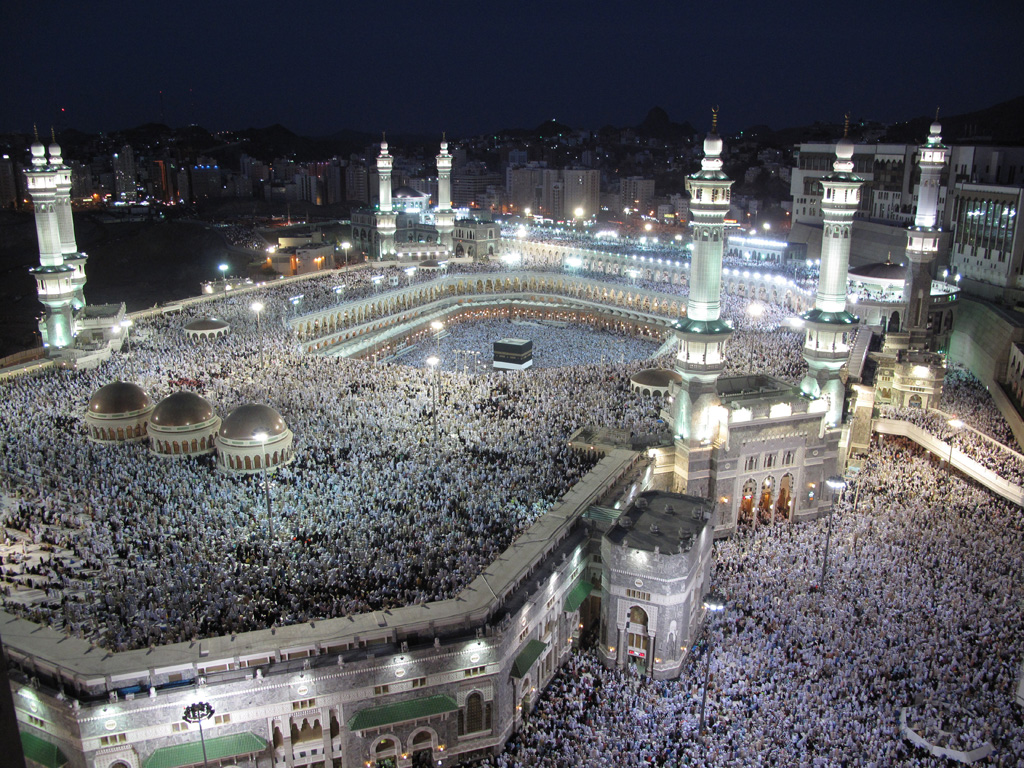
Mesquita de la Meca, Aràbia
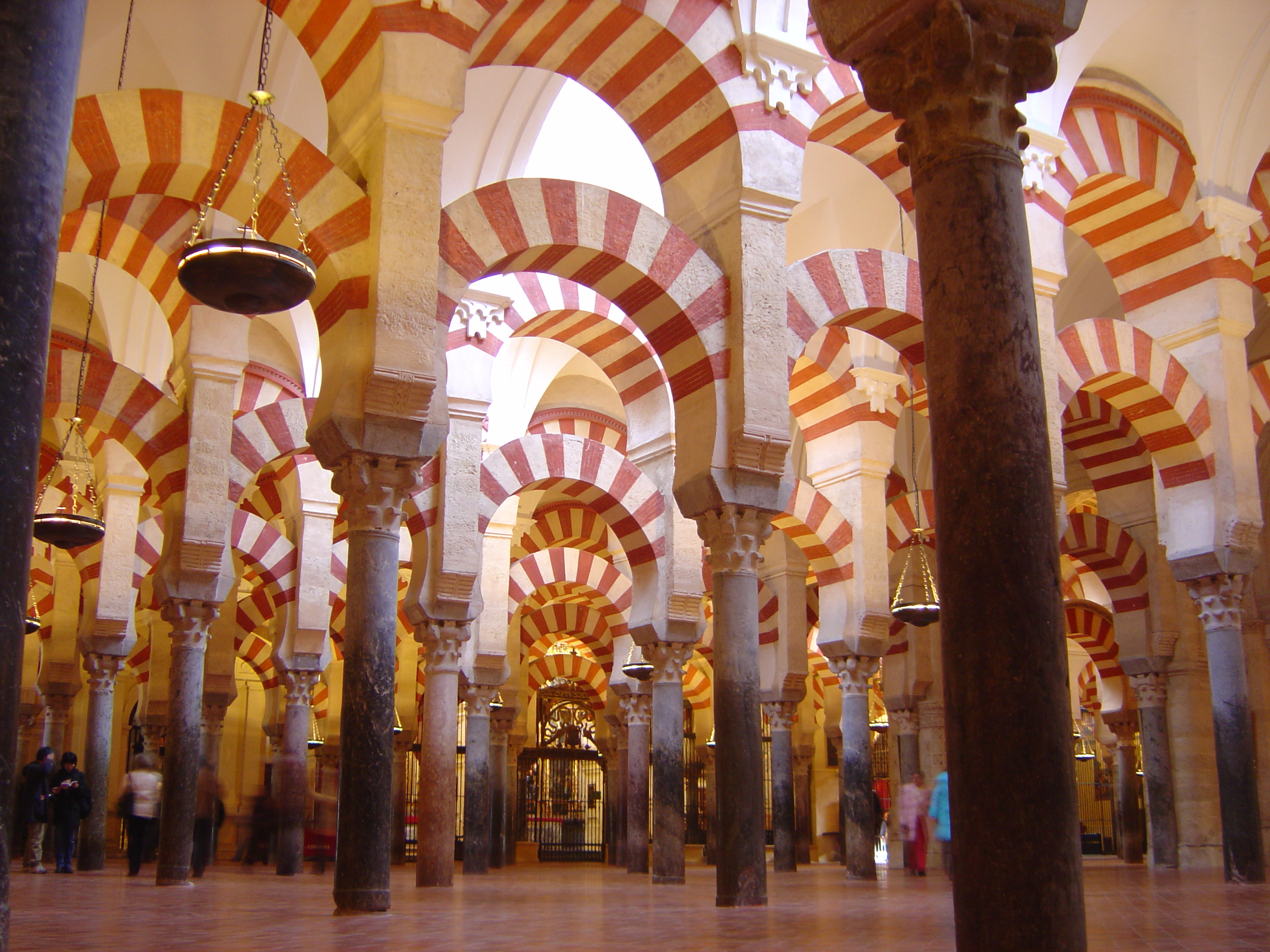
Mesquita de Còrdova, Espanya
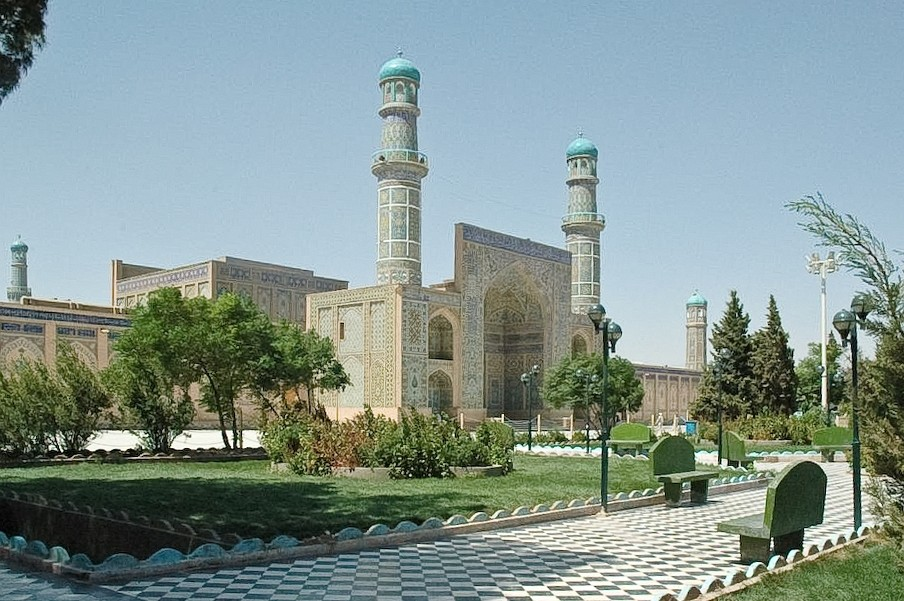
Gran Mesquita d'Herat, Afganistan

### Arquitectura militar
Torres, castells, muralles i altres exemples d'arquitectura militar, així com les pròpies ciutats emmurallades (encastellament) són molt característiques de l'edat mitjana.

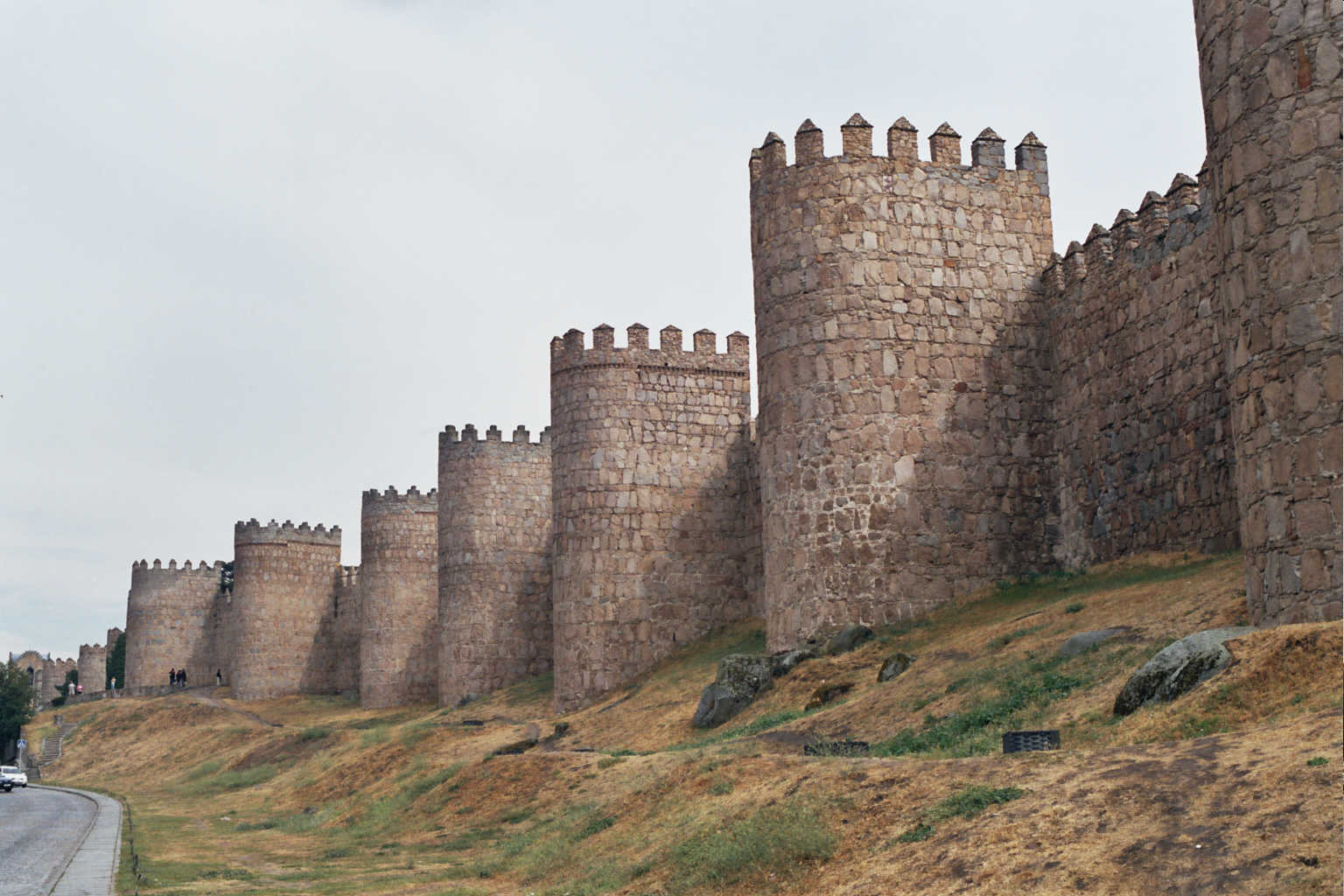
Muralla d'Àvila, Espanya (segle xi)
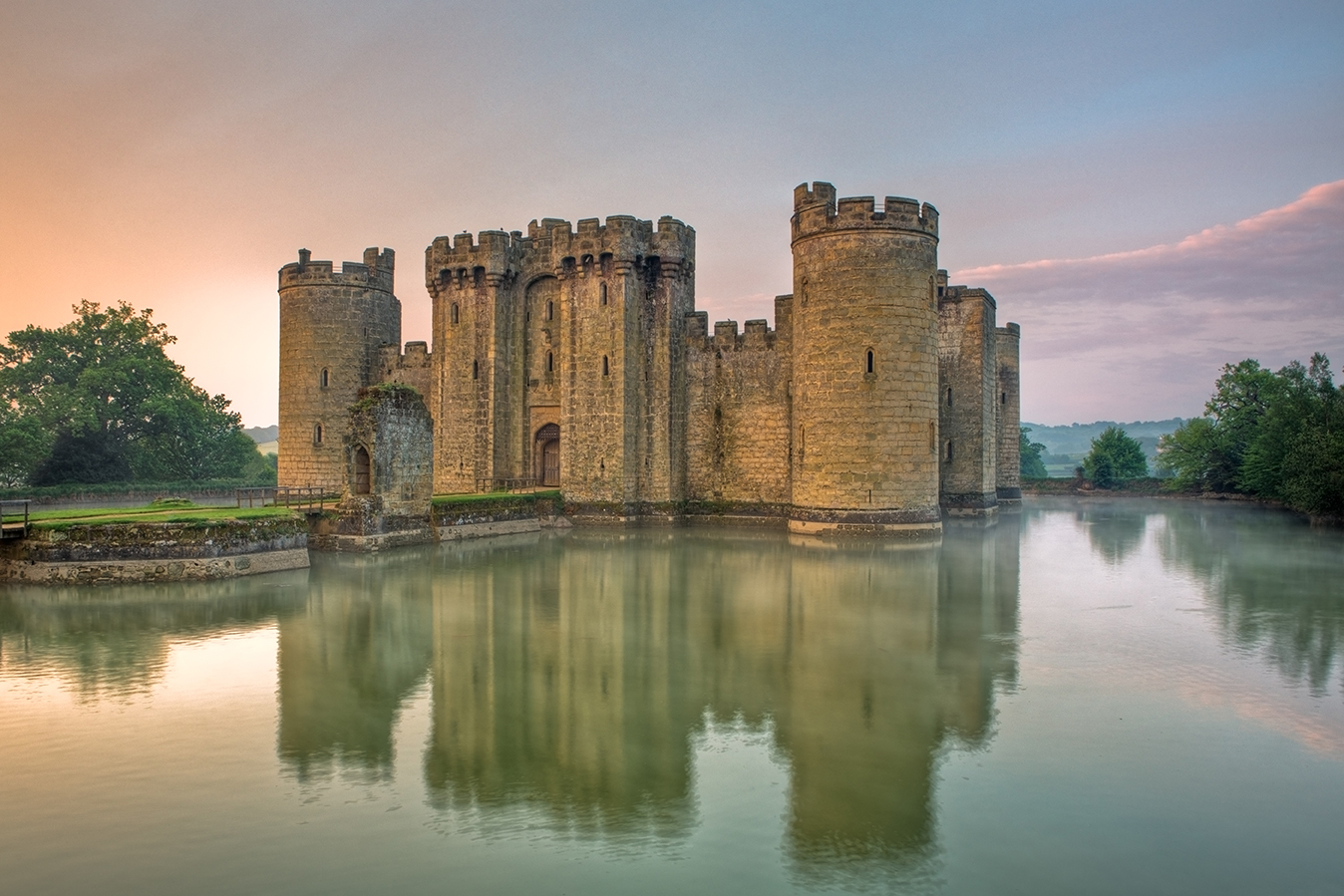
Castell de Bodiam, Anglaterra (segle xiv)
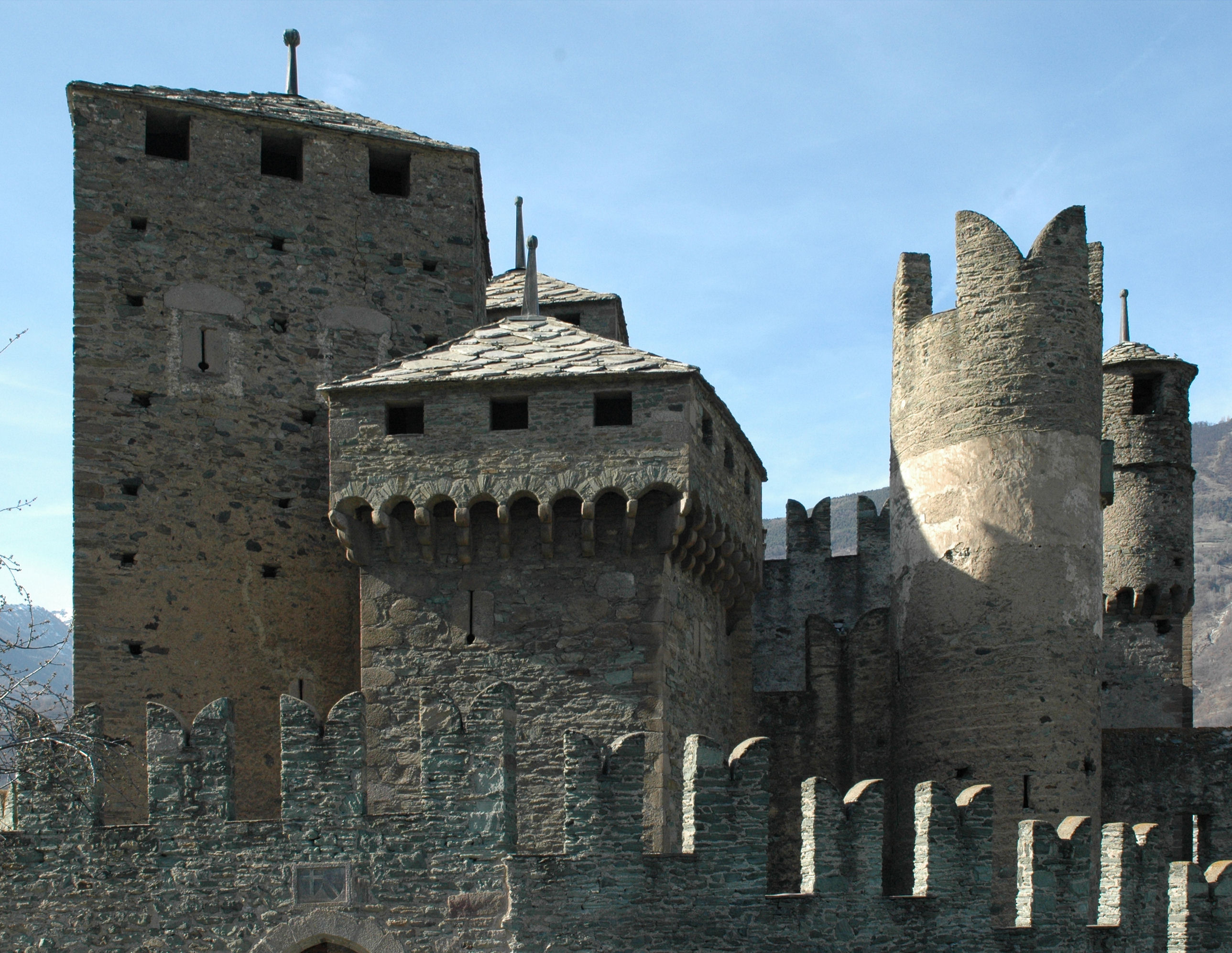
Castell de Fenis, Itàlia, amb les seves almenes gibel·lines
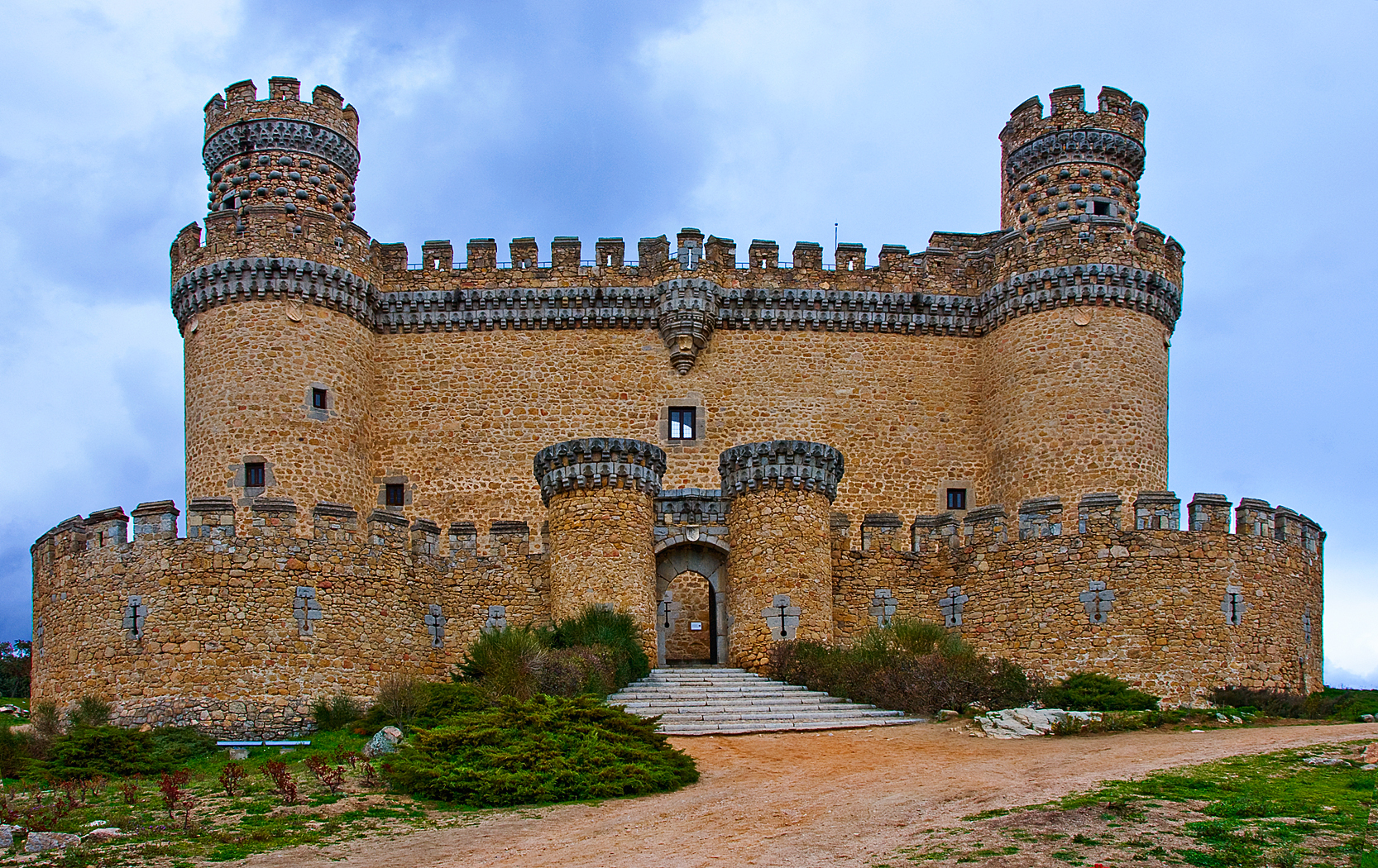
Castell de Manzanares el Real, amb les seves sageteres cruciformes

Les fortificacions i els seus elements funcionals o decoratius (merlets, torrasses, baluards, barbacanes, fosses), així com la forma i mida de les obertures, es van anar adequant a la tecnologia militar de cada època. A vegades s'utilitzaven amb criteris iconogràfics, indicant amb la seva forma determinades qüestions identitàries, com els merlets güelfs i gibel·lins, o les sageteres cruciformes.

### Arquitectura civil
L'arquitectura civil medieval va patir inicialment de la pèrdua d'importància de la ciutat com a conseqüència de la crisi urbana del baix imperi romà, que va implicar la pèrdua de funcions d'edificis públics (teatres, amfiteatres, circs, termes, etc.), en benefici dels religiosos. La ruralització va implicar un major desenvolupament de les villae, però en l'alta edat mitjana les residències nobiliàries no es van destacar per les seves característiques d'arquitectura civil, sinó per la necessitat de defensa, identificant-se amb els castells. Únicament alguns emperadors i reis van impulsar programes constructius en la seva cort (l'Aula Regia dels palaus carolingis (especialment el de Carlemany a Aquisgrà), els otonians o el de Ramiro de Astúries.
A Orient, Al-Àndalus i la ribera sud de la Mediterrània, la ciutat musulmana va conformar un urbanisme característic, en el qual, al costat de la defensiva i religiosa, va tenir una marcada presència la funció comercial (basar, caravanserrall, alfòndec). L'urbanisme espanyol hereta certes característiques d'ell (porxos, plaça del raval). En els moments i llocs en què s'establia un poder polític fort, es van aixecar palaus de llegendària sumptuositat, com el de Medina Azahara a la Còrdova de segle x, i l'Alhambra a la Granada dels segles xiv-xv).

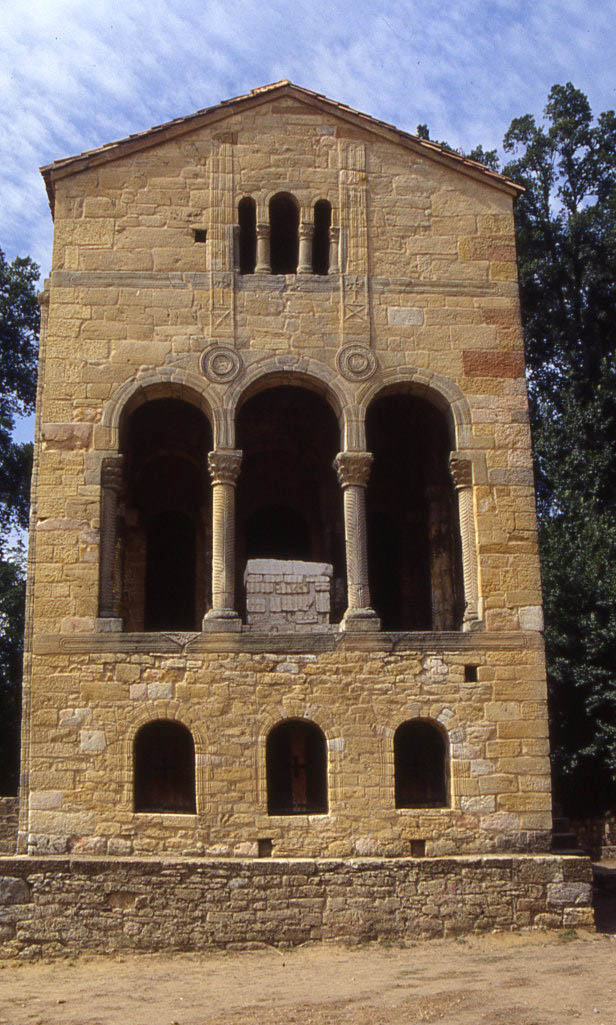
Palau de Ramiro I d'Astúries, Oviedo (Espanya), segle ix
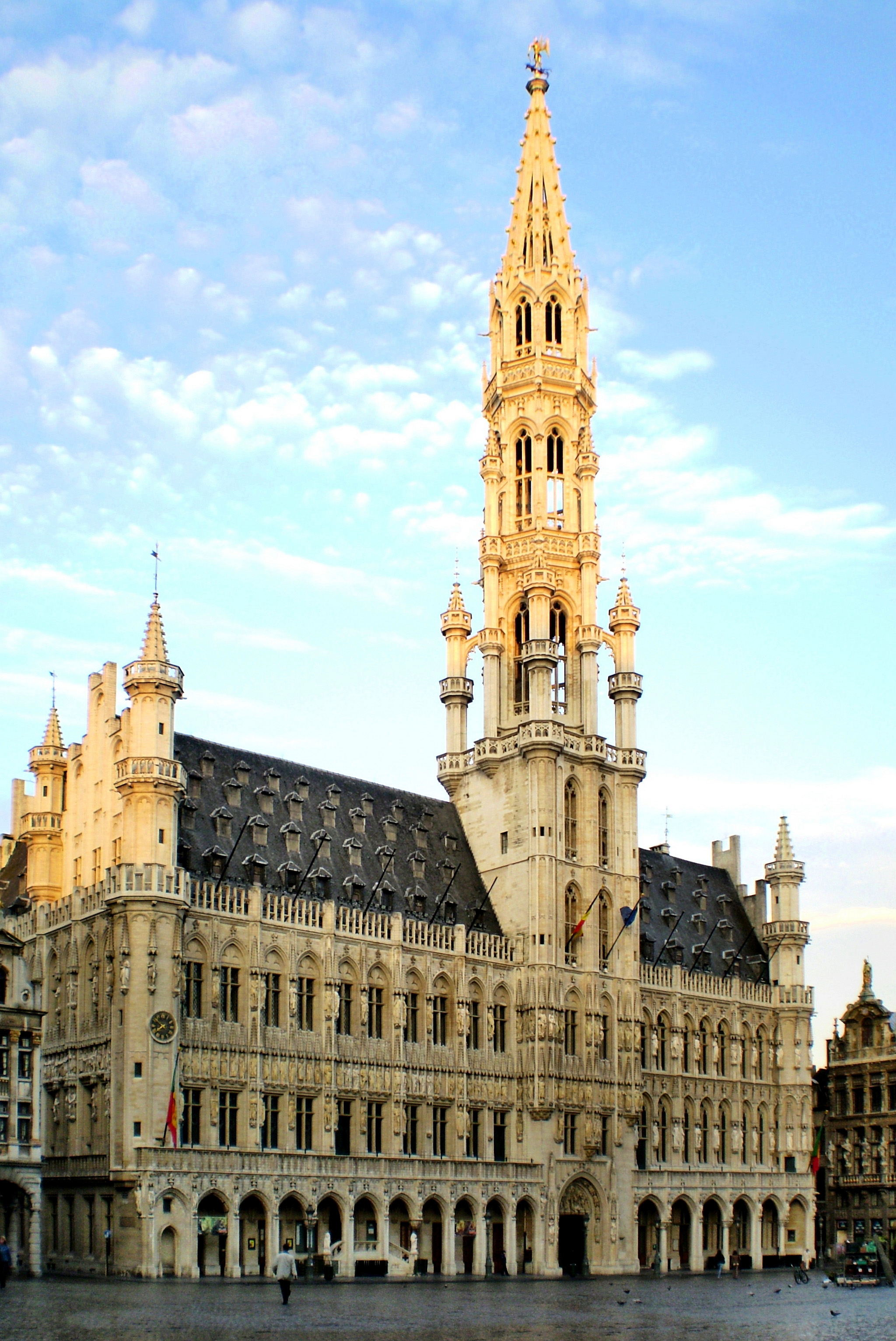
Stadhuis de Brussel·les (Bèlgica), segle xv
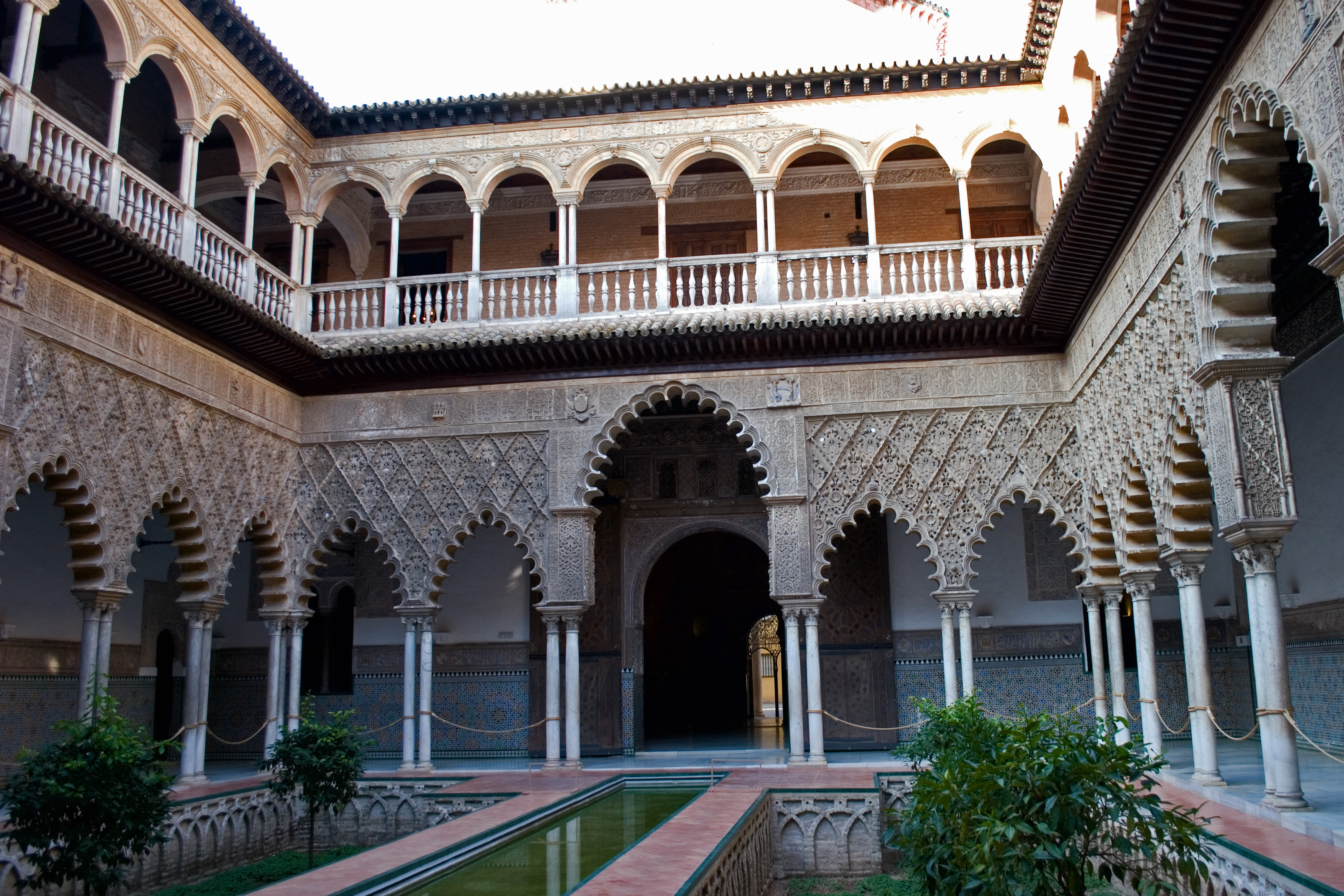
Reales Alcázares de Sevilla, Sevilla (Espanya)
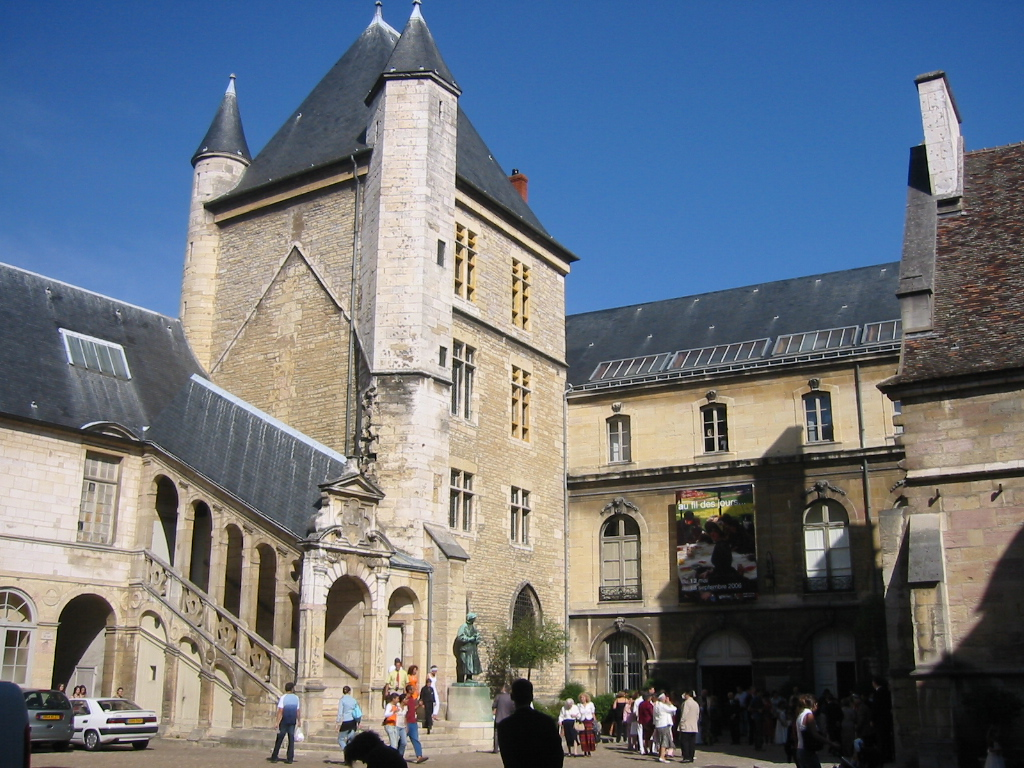
Palau dels ducs de Borgonya, Dijon (França)
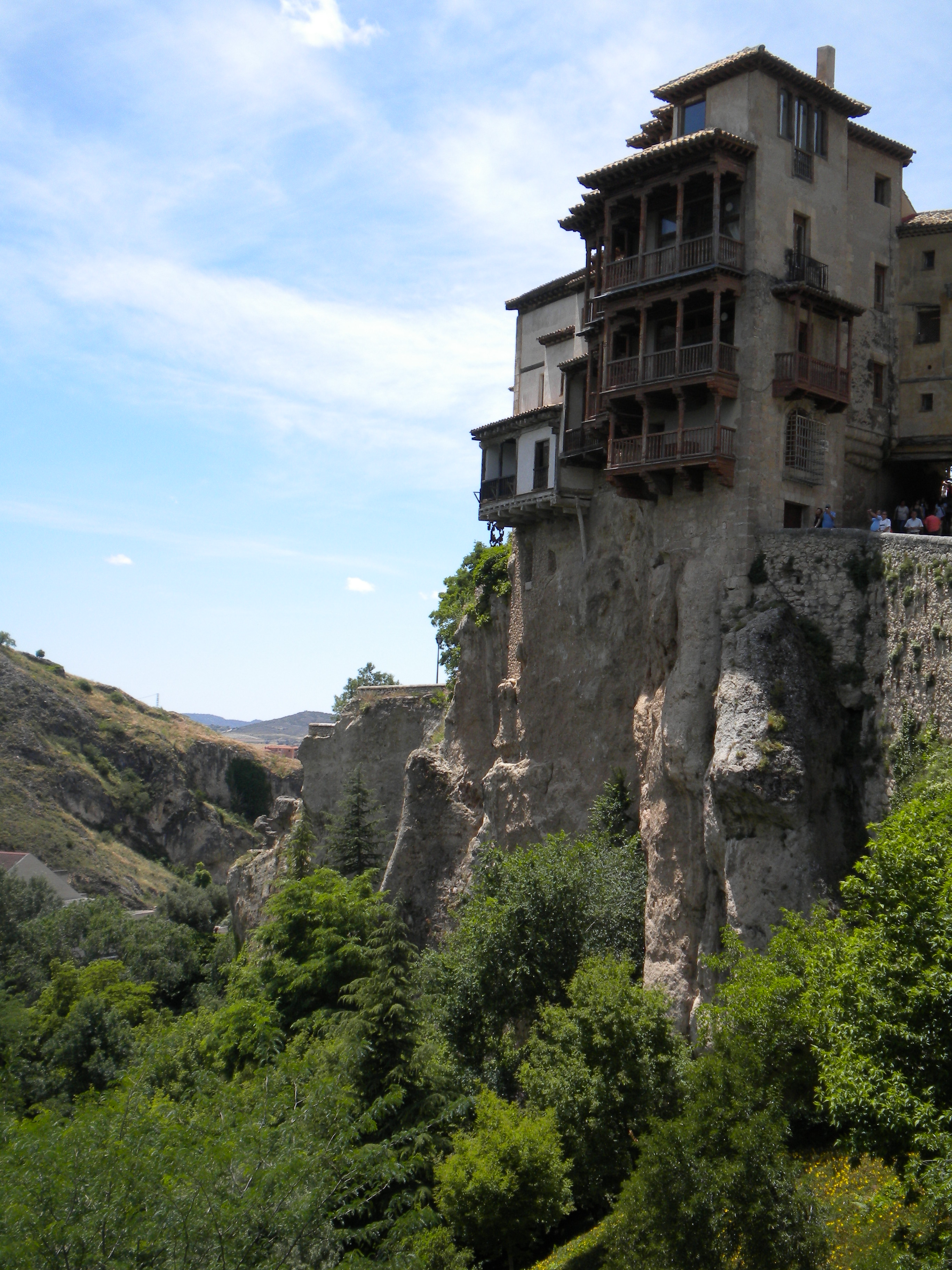
Cases penjades, Conca (Espanya)

Va ser en la Baixa edat mitjana quan el nou ímpetu de les ciutats d'Europa occidental va demandar construccions per a les institucions municipals (ayuntamiento a Espanya, Town hall a Anglaterra, Hôtel de Ville a França, Stadhuis a Flandes, Rathaus a Alemanya, palazzo communale, palazzo pubblico o signoria a Itàlia). Per la seva banda, la noblesa competia en la construcció dels seus palaus, tant rurals (pazos gallecs, chateaux francesos, manor houses anglesos) com urbans. A més de les catedrals, els bisbes van considerar convenient la construcció de sumptuosos palaus episcopals. Les universitats medievals van ser objecte d'una tipologia particular; així com els hospitals (Hospital de Sant Marc de Lleó, Hôtel-Dieu de Beaune). El fet que les corts fossin itinerants no va incentivar el desenvolupament de grans projectes constructius de palaus reials, com va succeir en l'Edat moderna, sinó d'una xarxa de palaus-fortalesa en punts estratègics de cada un dels regnes (alcàssers a Castella); encara que sí es van destacar alguns (Torre de Londres, Palau del Louvre a París, Palau Reial Major de Barcelona, Reales Alcázares de Sevilla). També es van construir importants edificis per a les institucions judicials (Real Audiencia o Chancillería a Castella, Conciergerie de París; Parlaments regionals de França).
Els edificis d'habitatges es van construir amb diferents tipus de materials i estructures pròpies de cada tradició local, de forma molt similar a l'habitatge rural tradicional que ha arribat fins a l'època actual. S'utilitzaven comunament els materials més assequibles (maçoneria, tova i entramat de fusta) així com la pràctica de guanyar superfície projectant cap a l'exterior al pis superior (voladís). L'ús de teules era escàs, reservant per a les cases riques, sent molt habituals les cobertes de branques, canyís o gespa.

## Fases estilístiques
En l'alta edat mitjana l'arquitectura paleocristiana dona pas a Orient a la romana d'Orient i a Occident a la preromànica. L'arquitectura islàmica es va desenvolupar al sud.

### Prerromànic
La determinació d'estils locals (arquitectura visigoda, merovíngia, carolíngia, asturiana, mossàrab, otoniana etc.) és problemàtica, i depèn d'elements «historicistes» i «modernitzadors» que es combinen amb l'oposició d'influències italianes, nòrdiques, hispanes i romanes d'Orient, i amb el context sociopolític i religiós.

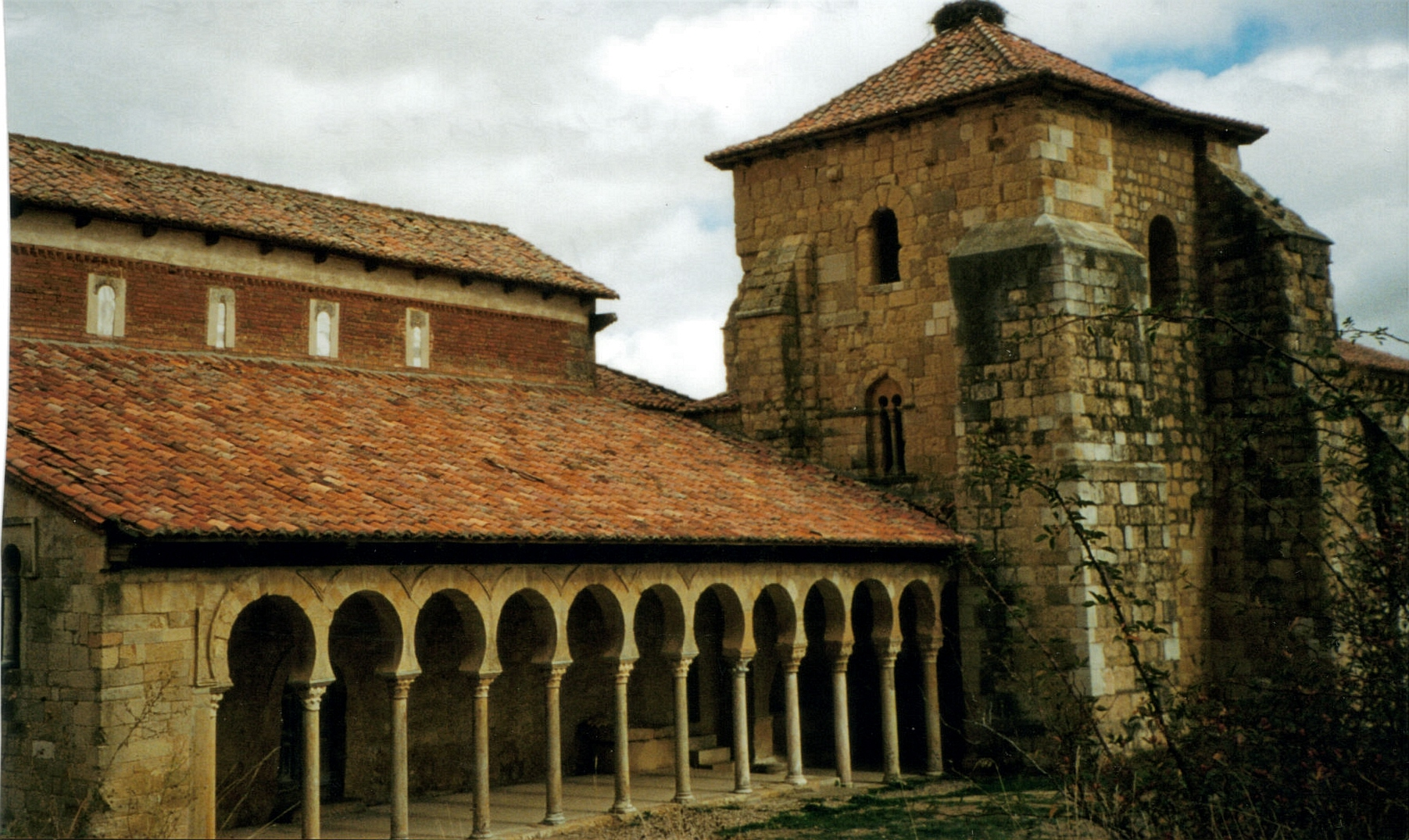
Monasterio de San Miguel de Escalada, arquitectura moçàrab (segle x)
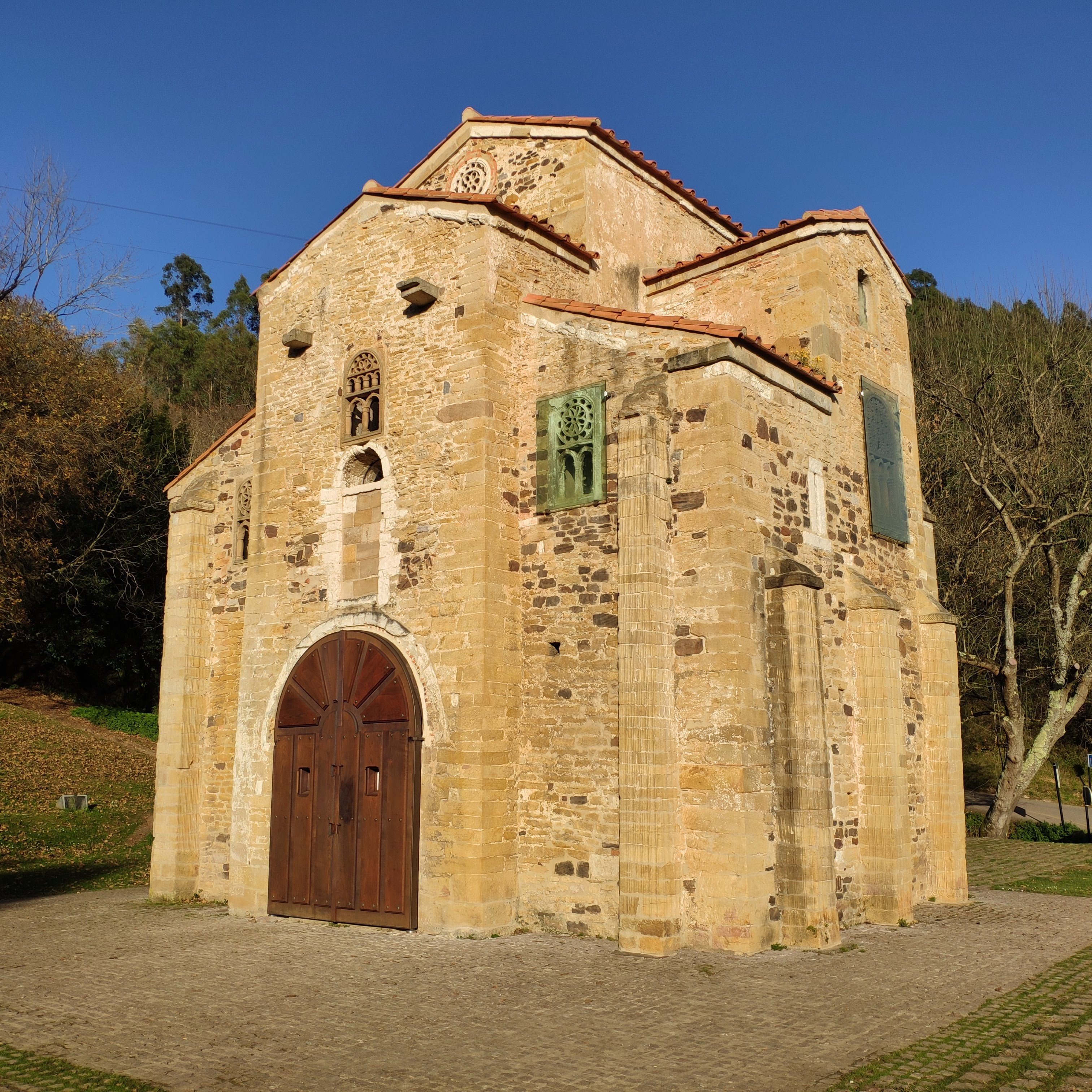
San Miguel de Lillo
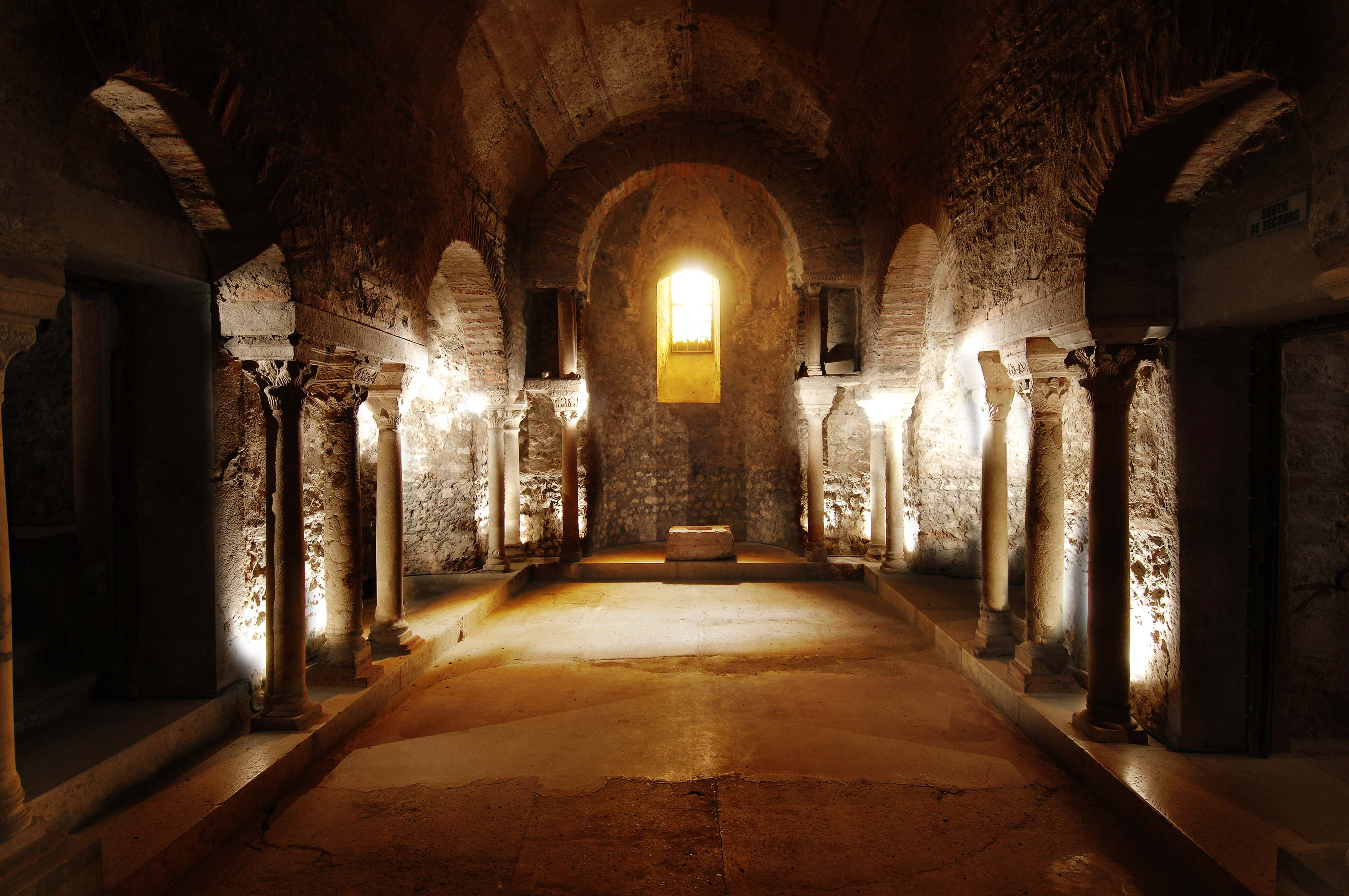
Cripta de Sant Oyand
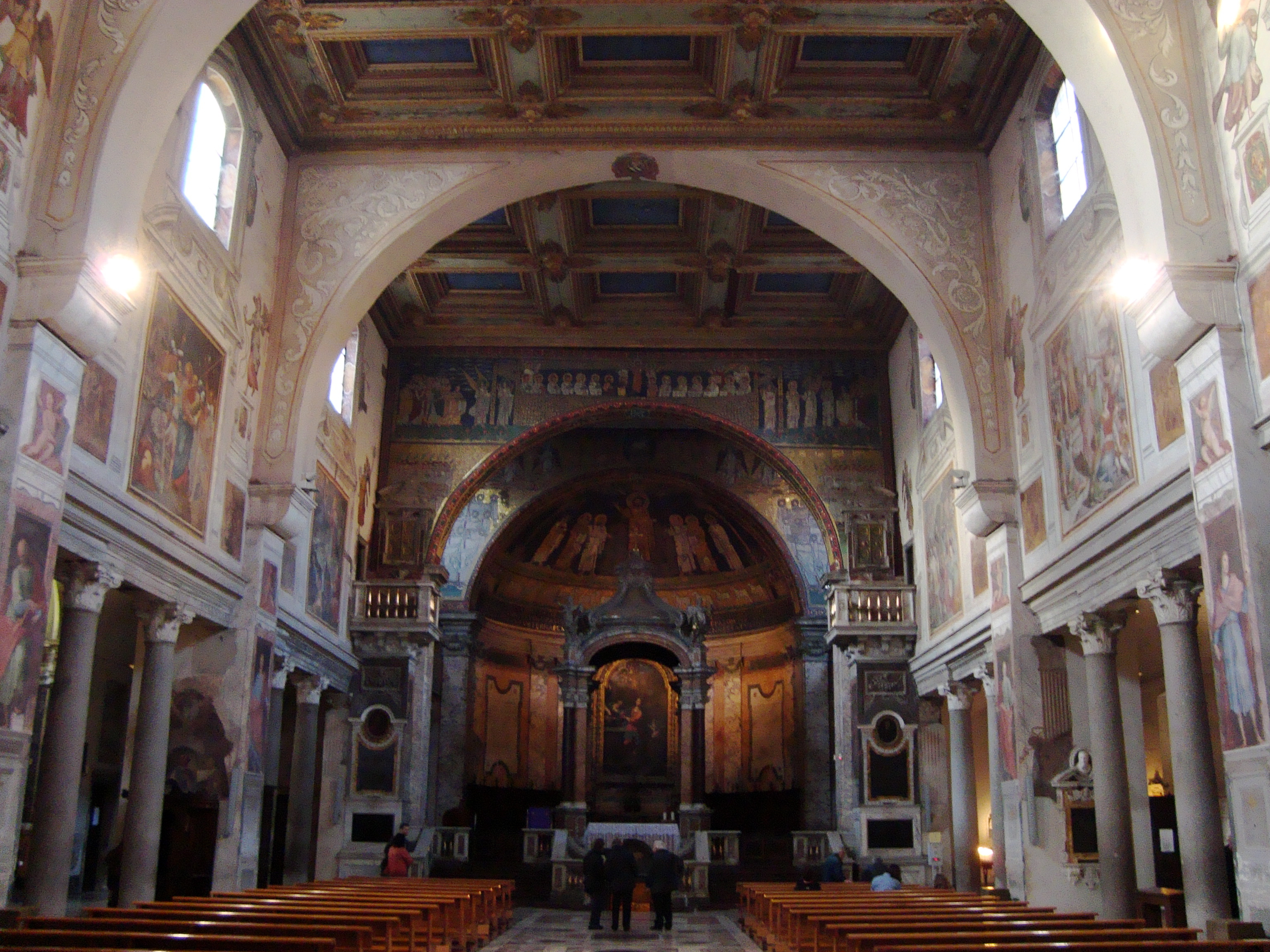
Basílica de Santa Pràxedes de Roma

### Romànic
El romànic, predominant a l'Europa medieval durant els segles xi i xii, va ser el primer estil paneuropeu des de l'arquitectura romana imperial i es troben exemples a totes les parts del continent. El terme no era contemporani amb l'art que descriu, sinó que és una invenció dels acadèmics moderns basada en la seva similitud amb l'arquitectura romana en formes i materials. El romànic es caracteritza per l'ús d'arcs de mig punt o lleugerament puntats, voltes de canó i pilastres cruciformes que recolzen voltes. Els edificis romànics són molt coneguts a tot Europa.
L'arquitectura romànica va ser el primer gran estil arquitectònic creat a l'edat mitjana a Europa després de la decadència de la civilització grecoromana. El seu desenvolupament estava completament establert al voltant del 1060, però els primers signes de canvi foren diferents segons les regions i no hi ha consens consensuat sobre una data per als seus inicis, que es va des del segle vi fins al segle xi. Tendrà diverses etapes, fonamentalment dues, conegudes com a primer romànic (romànic primerenc o lombard) i segon romànic (o un alt romànic o romànic madur). L'arquitectura gòtica va ser l'estil que el va reemplaçar gradualment a partir del segle xii.

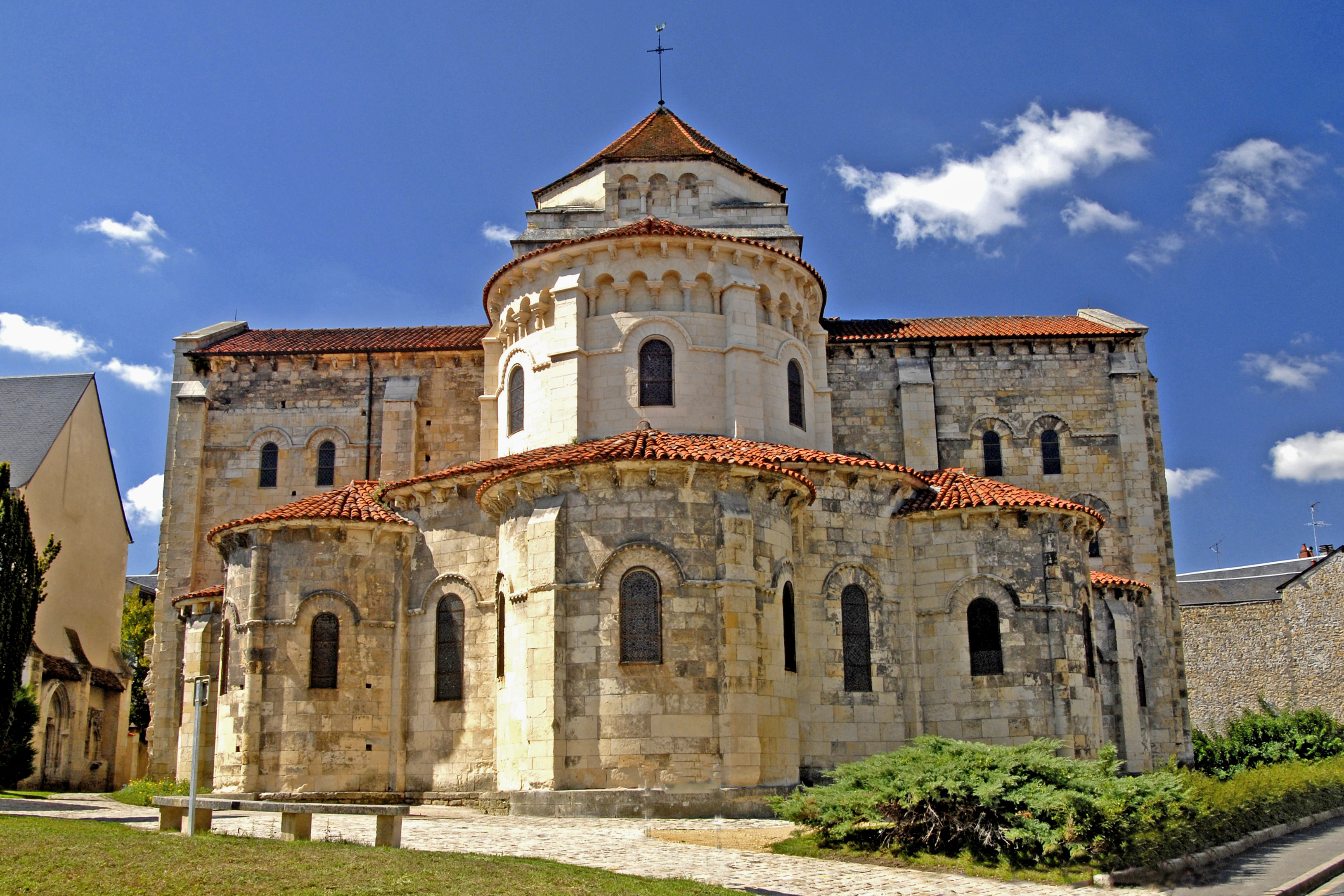
Església de Sant-Étienne de Nevers (1063-1097). Per Viollet-le-Duc, per la seva puresa d'estil i disposició «el monument més perfecte que el segle xi ha deixat a França»
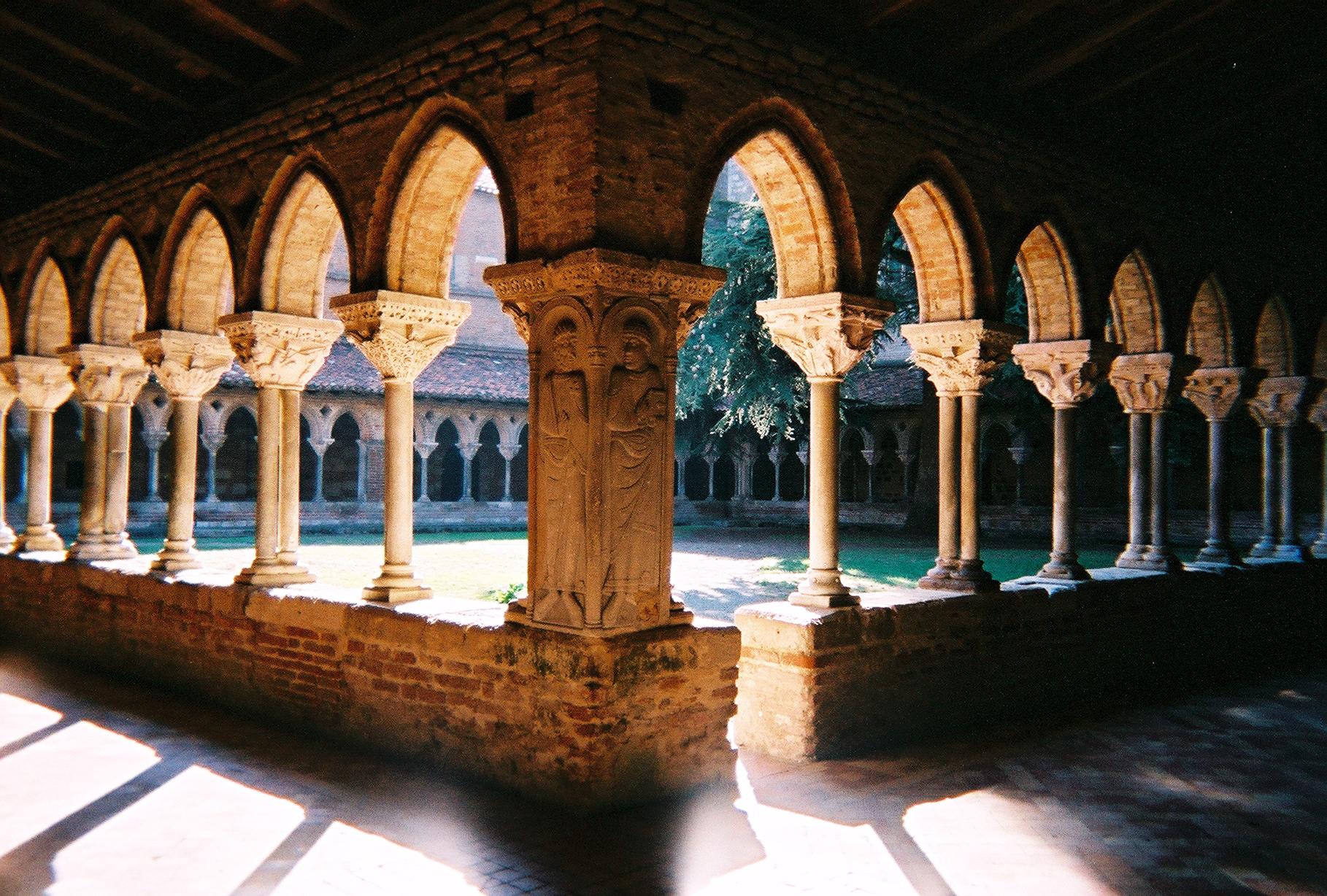
Claustre de l'abadia de Sant Pere de Moissac (1000), amb un total de 116 columnes, alternant senzilles i dobles, que suporten les voltes de les quatre galeries, amb capitells esculpits en les seves quatre cares, veritables obres mestres del romànic
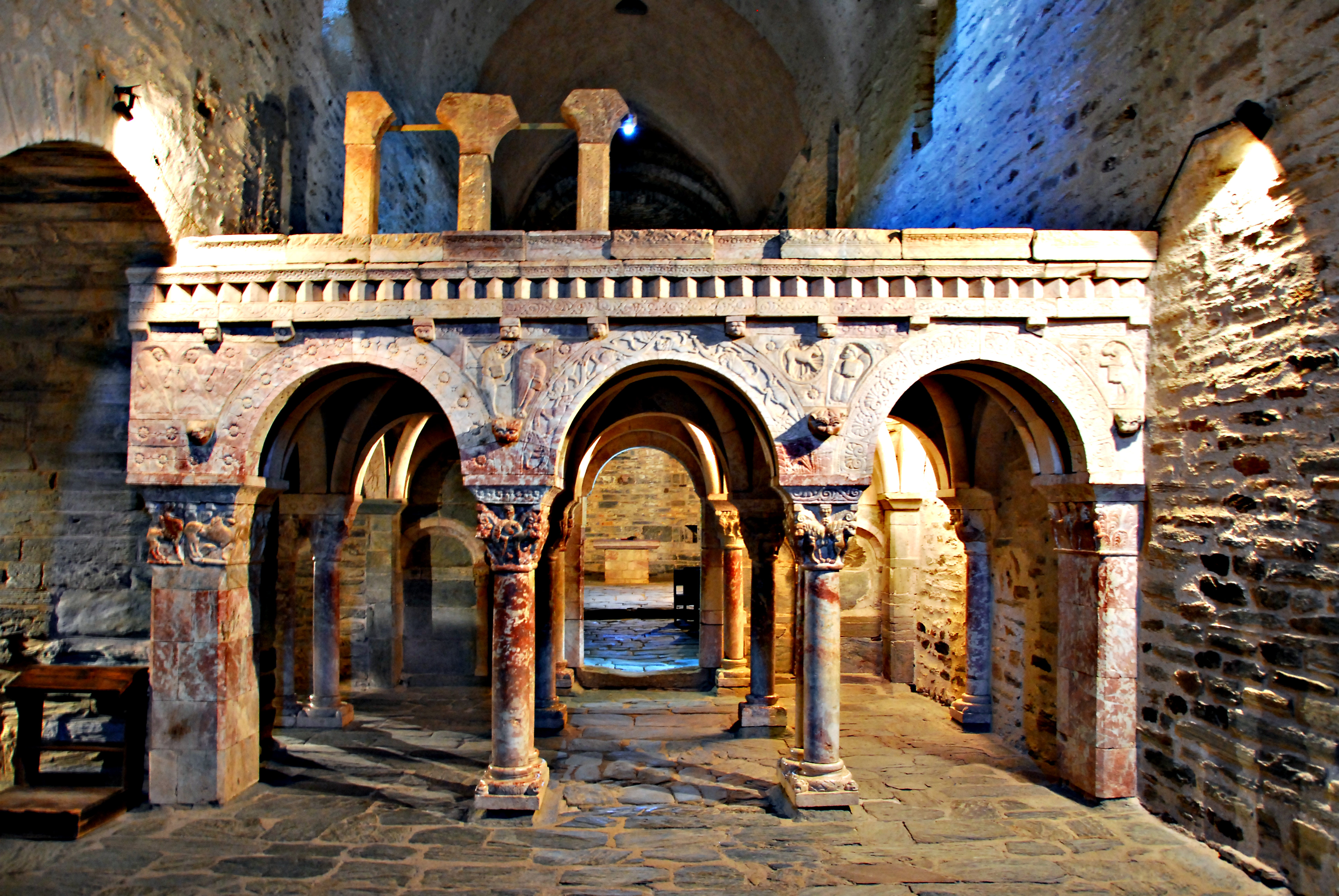
La tribuna del priorat de Serrabona, el més bell conjunt esculpit del romànic del Rosselló
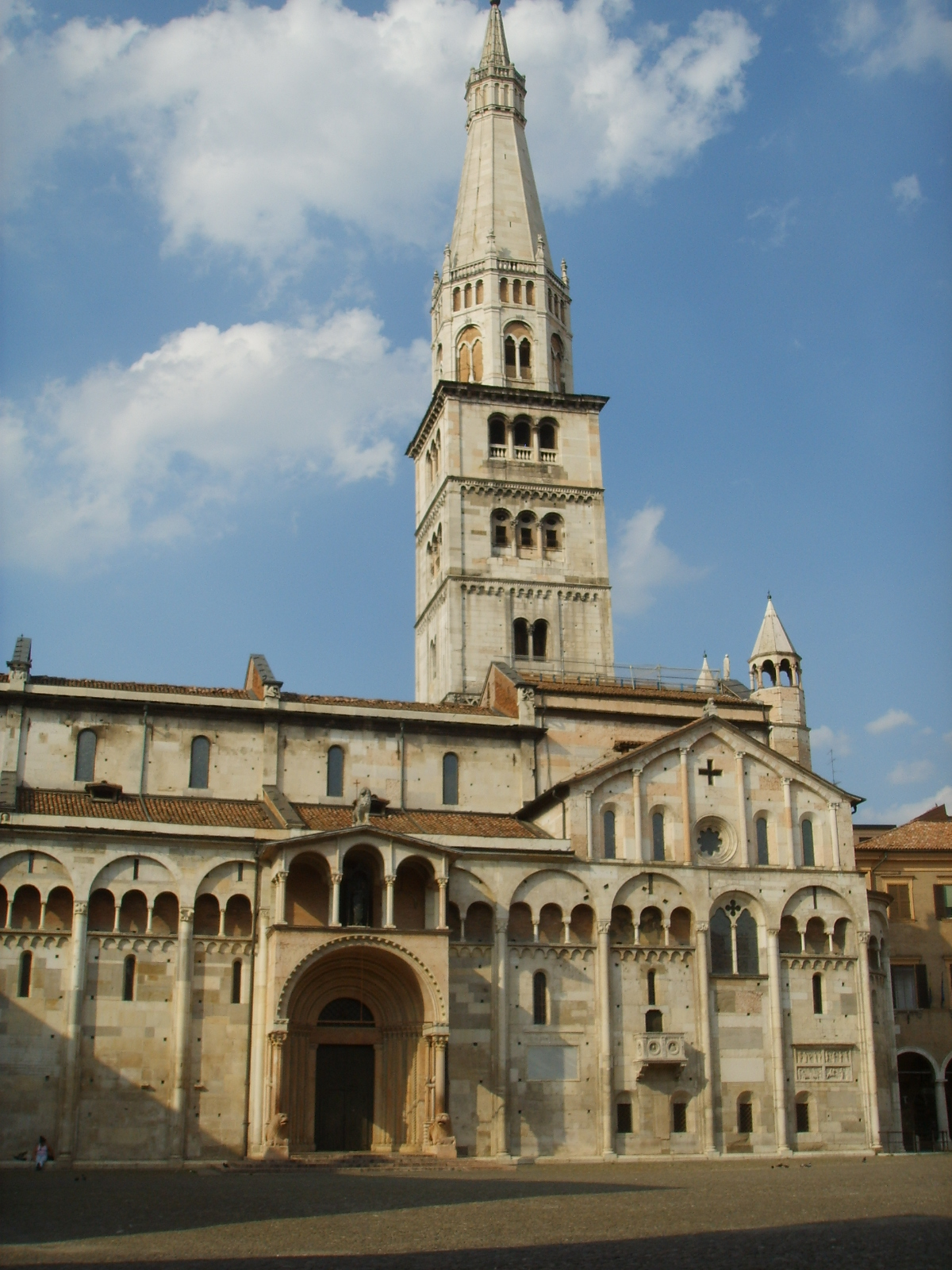
Duomo de Mòdena (1099-1319), obra de Lanfranco i Wiligelmo, superb exemple de romànic primerenc

El dinamisme monàstic, les profundes aspiracions religioses i morals i l'espiritualitat de les rutines de peregrinació en una Europa que havia reconegut la pau, va presidir el naixement de l'art romànic i contribuir a convertir-se en un estil verdaderament nou, dotat d'una profunda originalitat. La voluntat d'alliberar-se a l'Església de la tutela de tots els poders seculars, les croades, la reconquesta cristiana a Espanya amb el col·lapse del califat de Còrdova, la desaparició del patrocini reial i el principesc, van fer de l'art romànic l'art de tota la cristiandat medieval.
La arquitectura romànica es va desenvolupar en una àmplia àrea que es va situar des de la meitat nord d'Espanya fins a Irlanda, Escòcia i la meitat d'Escandinàvia. L'Europa de l'Est, els països eslaus de Polònia a Eslovaquia, Bohèmia i Moràvia, Hongria i Eslovènia, també adopten aquest estil així com el conjunt d'Itàlia amb les seves illes. Aquest espai corresponia a la influència de l'Església romana a l'edat mitjana, l'àrea ocupada per la gran família dels pobles romano-germànics, dels eslaus occidentals i d'algunes religions ètniques. Els primers centres d'art romànic ja eren visibles durant l'any 1000: a Catalunya, a la part nord i oriental dels Pirineus; a la Llombardia, que s'estén des de la plana central del Po fins a la Itàlia meridional; a Borgonya, a la zona fluvial del Saona; a Normandia, a prop del Canal de la Mànega; al curs del baix Rin fins a la Mosel·la; a l'Alta Renània, des de Basilea fins a Magúncia; i a la Baixa Saxònia entre l'Elba i el Weser. Altres regions van conèixer un desenvolupament més tardà de l'arquitectura romànica, amb originalitat eclosionada al segle xi, com Westfàlia, Toscana, Pulla, Provença i Aquitània. Entre 1042 i 1066, Eduard el Confessor, la mare del qual era normanda, va introduir l'art romànic a I'Anglaterra i després de la conquesta d'Anglaterra el 1066, els normands van integrar aportacions anglosaxones en l'art anglo-normand.
En una Europa rural amb escassos recursos materials i tècnics, en aquest període es van construir molts castells i fortaleses, però van ser moltes més les noves esglésies aixecades en ciutats i llogarets. Els monestirs i abadies contribuiran sent veritables factories de desenvolupament econòmic. Les més significatives van ser les grans esglésies abacials, moltes d'elles encara en peu, més o menys completes i amb freqüència en ús, destacant l'empenta d'una innovadora i ambiciosa abadia borgonyona, Cluny, que des d'allí irradiaria a tot el continent. L'enorme quantitat d'esglésies construïdes en el període romànic va ser succeïda pel període encara més ocupat de l'arquitectura gòtica, que va reconstruir, parcialment o totalment, la majoria de les esglésies romàniques en àrees pròsperes, com Anglaterra i Portugal. Els majors grups d'edificis romànics que es conserven estan en les àrees que van ser menys pròsperes en els períodes que van seguir, incloent parts de la França meridional, de l'Espanya del nord i de la Itàlia rural. La supervivència de cases i palaus romànics no fortificats seculars, i de les habitacions domèstiques dels monestirs és molt més rara, però en ells es van utilitzar i van adaptar les mateixes característiques trobades en els edificis religiosos, a una escala domèstica.
A nivell tècnic, es va passar de la pedra partida amb martell a l'aparell de pedra tallada i al desenvolupament del pilar compost. En el pla arquitectònic, l'art romànic va introduir la façana harmònica, la capçalera amb deambulatori, les voltes de mig canó i apuntades, d'arestes i creueria amb els seus contraforts. L'arquitectura romànica va combinar diverses característiques dels edificis antics romans i romans d'Orient amb altres tradicions locals, sent reconeixible per la seva qualitat massiva, els seus gruixuts murs, la manca de l'escultura, els arcs de mig punt i els pilars robustos, les voltes d'arestes, les grans torres i les voltes decoratives, de vegades amb banda llombarda. Bàsicament d'aquesta època es conserva una arquitectura religiosa en pedra, que estilísticament és possible caracteritzar per l'ús de l'arc de mig punt com la reinterpretació de l'antic arc romà. Les columnes que suporten els arcs són generalment cilíndriques i estan rematades amb capitells sovint tallats amb representacions d'animals, plantes i símbols o més o menys geomètrics. Cada edifici té formes clarament definides, amb freqüència d'una planta molt regular i simètrica; l'aspecte general és de simplicitat en comparació amb els edificis gòtics que els van a seguir. L'estil es pot identificar a través d'Europa, tot i les característiques nacionals i regionals i dels diferents materials emprats.
El concepte d'«art romànic» va aparèixer a França per primera vegada el 1818. Els especialistes alemanys fan remuntar el naixement de l'art romànic just després de l'art otonià i reserven el terme estil romànic per a l'última fase de la seva evolució arquitectònica. L'arquitectura romànica a Anglaterra es coneix tradicionalment com a arquitectura normanda.

### Gòtic
L'arquitectura gòtica és la forma artística sobre la qual es va formar la definició de l'art gòtic, l'estil artístic comprès entre el romànic i el Renaixement, que es va desenvolupar a l'Europa occidental (cristiandat llatina) a la Baixa edat mitjana, des de finals de segle xii fins al segle xv, encara que més enllà d'Itàlia les pervivències gòtiques van continuar fins als començaments de segle xvi.
Iniciada en l'experimentació arquitectònica del segle xii a la zona de l'Illa de França, es va estendre per tot Europa com un estil de marcada verticalitat, tant a les torres com a les elevadíssimes naus, permesa pels arcs puntats i les voltes de creueria, el pes es desplaçava pels arcbotants als contraforts exteriors, alleugerint els murs, que acullen una cada vegada més gran multiplicitat de capelles laterals. Pintura i escultura es lliuren de la seva dependència dels murs (retaules).
El vocable «gòtic» és l'adjectiu corresponent a got i va ser utilitzat en aquest context per primera vegada pel tractadista italià Giorgio Vasari (1511-1574), qui en la seva famosa obra de biografies de pintors toscans inclou diversos capítols sobre l'art a l'Edat mitjana. En sentit pejoratiu va usar aquest terme per denominar l'arquitectura anterior al Renaixement, pròpia dels bàrbars o gots, els components li semblaven confusos, desordenats i poc dignes, per contrast a la perfecció i racionalitat de l'art clàssic. En la seva pròpia època, se solia denominar com opus francigenum (estil francès), per referència a l'origen de la innovació. Paradoxalment, a l'Espanya del segle xvi es qualificava el gòtic final (isabelí o plateresc) com la manera de construir al modern, mentre que l'arquitectura classicista que introduïa el renaixement italià era vista com una manera de construir a l'antiga o al romà.
L'arquitectura gòtica va posar especial èmfasi en la lleugeresa estructural i la il·luminació de les naus de l'interior dels edificis. Va sorgir del romànic, però va acabar oposant-se als volums massius i de l'escassa il·luminació interior de les seves esglésies. Es va desenvolupar fonamentalment en l'arquitectura religiosa (monestirs i esglésies), tenint el seu major èxit en la construcció de grans catedrals, secular tasca en què competien les ciutats rivals; tot i que també van tenir importància l'arquitectura civil (palaus, llotges comercials, ajuntaments, universitats, hospitals i habitatges particulars de la nova burgesia urbana) i l'arquitectura militar (castells i muralles urbanes).
Els dos elements estructurals bàsics de l'arquitectura gòtica són l'arc puntat o ogival i la volta de creueria, les empentes desl quals, més verticals que l'arc de mig punt, permeten una millor distribució de les càrregues i una altura molt superior. A més, la part principal d'aquestes són transmeses des de les cobertes directament a contraforts exteriors al cos central de l'edifici mitjançant arcbotants. El resultat deixa a la major part dels murs sense funció sustentant (confiada a esvelts pilars), quedant la major part d'aquells lliures per acollir una extraordinària superfície d'obertures ocupades per àmplis vitralls i rosasses que deixen pas a la llum.
L'arquitectura gòtica va tenir el seu origen en les regions de Normandia i Illa de França, des d'on es va difondre primer a tot el regne de França i posteriorment (ja a mitjan segle xiii), sobretot per l'extensió de l'art cistercenc i el camí de Sant Jaume, pel Sacre Imperi Romanogermànic i els regnes cristians de nord d'Espanya (que durant aquest període de la Reconquesta s'estaven imposant als musulmans de sud). A Anglaterra va penetrar aviat l'estil francès, encara que va adquirir un fort caràcter nacional. A Itàlia va arribar tard, no va tenir molta acceptació, i el seu impacte va ser molt desigual en les diferents regions, i molt aviat va ser substituït pel Renaixement.
El medievalisme suscitat pel romanticisme i el nacionalisme de segle xix va fer reelaborar com a arquitectura historicista un neogòtic que reproduïa el llenguatge arquitectònic propi de l'estil amb formes més o menys genuïnes, destacant la labor restauradora i reconstructora del francès Eugène Viollet-le-Duc.

## Regions

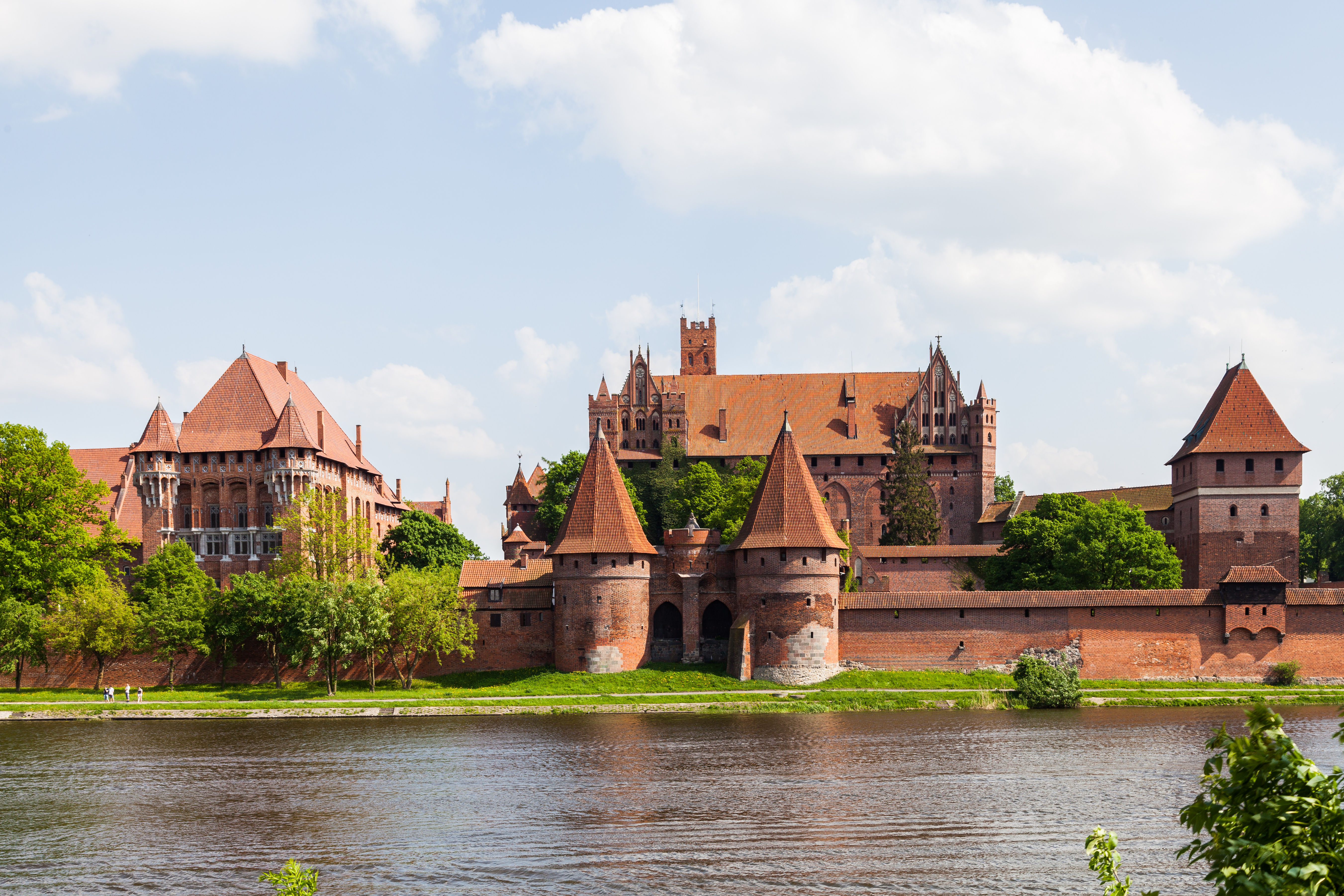
Castell de Malbork, Polònia

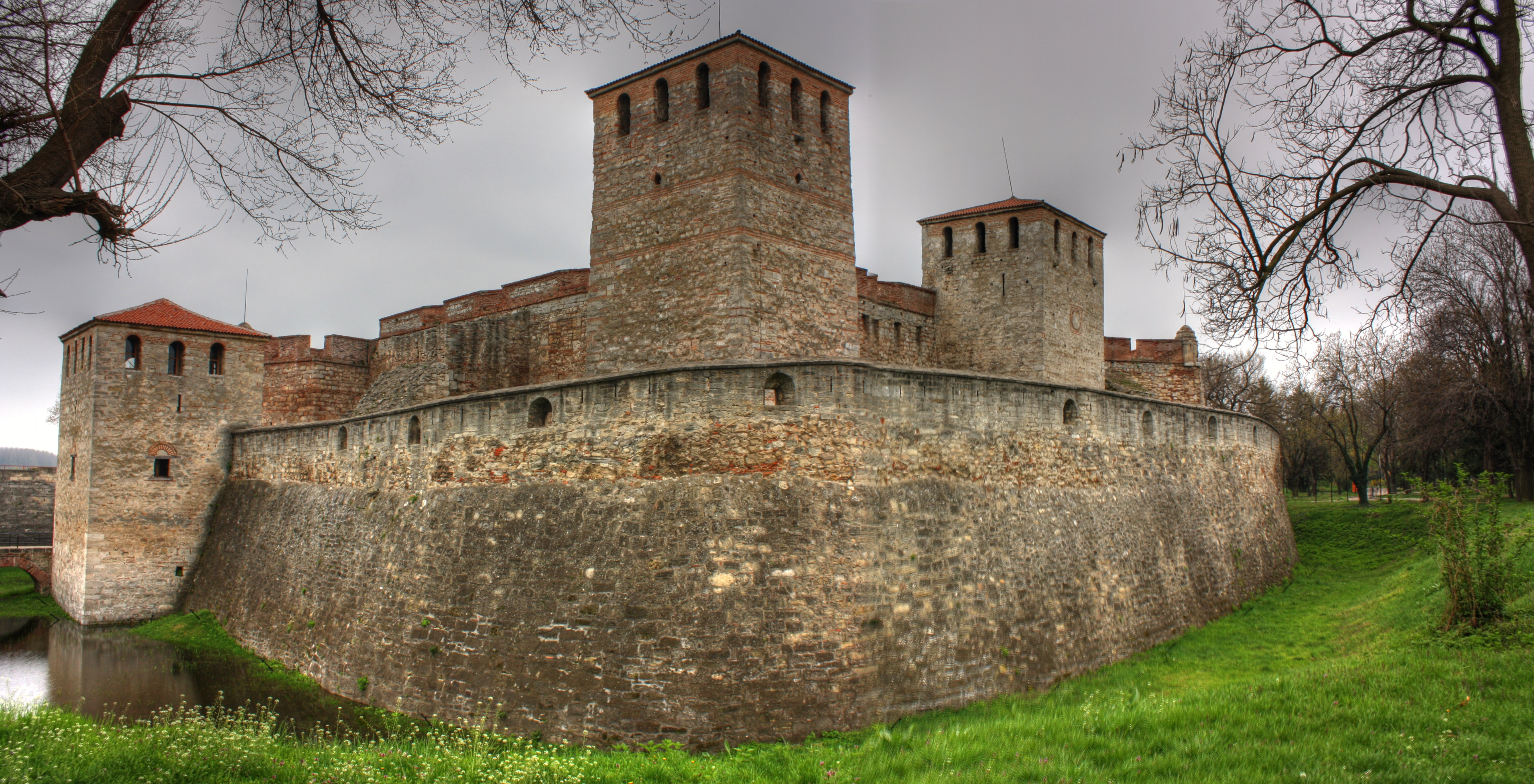
Baba Vida, Bulgària

### Europa central
- Arquitectura austríaca
- Arquitectura bàltica
- Arquitectura romànica
- Arquitectura txeca

### Imperi Romà d'Orient
- Arquitectura romana d'Orient

### Imperi búlgar
- Arquitectura de l'escola artística de Tarnovo

### Escandinàvia
- Arquitectura medieval escandinava

### Rus de Kiev
- Arquitectura Rus de Kiev
- Arquitectura de les esglésies ruses